# Valdismo

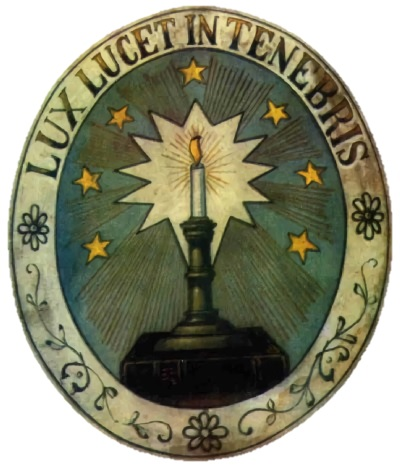
La candela con intorno la scritta lux lucet in tenebris (la luce splende nell'oscurità), simbolo del valdismo

Il valdismo è una confessione oggi protestante nata nel XII secolo, i cui fedeli sono chiamati valdesi. Sorta come movimento pauperistico per la predicazione, subito proibita dalla Chiesa cattolica, dopo il Concilio di Verona del 1184 fu infine scomunicata.  Dopo secoli di solitaria resistenza alla persecuzione cattolica, nel 1532 aderì in gran parte alla Riforma protestante, nella corrente calvinista.
I valdesi presenti in Italia e in Svizzera sono riuniti nella Chiesa evangelica valdese, che a partire dal 1975 è integrata con la Chiesa metodista italiana nell'Unione delle Chiese metodiste e valdesi. I valdesi di Uruguay e Argentina costituiscono la Chiesa evangelica valdese di Rio della Plata.

## Storia e dottrina

### Origini

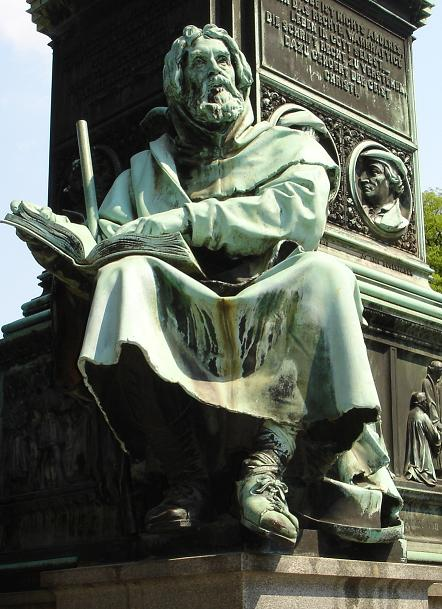
Statua di Valdo di Lione, Lutherdenkmal (Memoriale di Lutero), Worms

La corrente valdese del cristianesimo nasce nel Medioevo, precisamente nel XII secolo, come movimento cristiano laico, costituito in prevalenza da contadini e gente povera (anche se non sempre), che precede di poco quello promosso da Francesco d'Assisi. La data di fondazione del movimento valdese risale al 1174.

#### Valdo di Lione
Tradizionalmente si fa risalire la fondazione del movimento a Valdo di Lione (o Pietro Valdo o Valdesio, dalla latinizzazione Valdesius). In realtà, l'origine dei Valdesi si confonde con il grande fermento di movimenti pauperistici di riforma del Cristianesimo sviluppatisi nel corso del XII secolo. Oggi, esiste una via a Lione che porta il suo nome, nel 5ème arrondissement (rue Pierre-Valdo).
Valdo, si dice in seguito all'ascolto da un menestrello della vita di sant'Alessio, decise di approfondire lo studio della Bibbia: egli però non conosceva il latino, così si fece tradurre i Vangeli e altri scritti biblici in francese. Fu colpito in particolar modo dalle parole rivolte da Gesù nell'incontro con il giovane ricco: "Se vuoi essere perfetto, va', vendi quello che possiedi, dallo ai poveri e avrai un tesoro nel cielo; poi vieni e seguimi" (Matteo XIX, 21). Decise allora, nel 1173, di abbandonare la moglie, far accogliere le figlie nel monastero di Fontevrault e offrire tutta la sua ricchezza ai poveri. In seguito si circondò di un gruppo di seguaci con i quali, fatto voto di castità e vestiti solo di stracci, andava in giro a predicare il messaggio evangelico; ben presto il gruppo fu identificato con l'espressione Poveri di Lione. La loro predicazione si svolse all'interno dell'"ortodossia" romana, rivolgendosi principalmente contro il dualismo cataro.

#### La fedeltà al papa
La fedeltà al papa di Roma da parte del movimento valdese in questi anni è testimoniata dalla ricerca di approvazione ecclesiastica nel 1179, in occasione del terzo concilio Laterano: essi si recarono a Roma incontrandosi anche con il pontefice Alessandro III, il quale dimostrò apprezzamento per il loro proposito di vivere in maniera povera e conforme al dettato evangelico, ma non fu disposto a riconoscere la loro richiesta di essere predicatori della Parola.
In quel periodo l'annuncio del Vangelo infatti era riservato solo ai chierici e agli ecclesiastici, ai laici non era permesso predicare ed era sconsigliata la lettura personale e solitaria della Bibbia.
Valdo tuttavia, insieme ai suoi seguaci, continuò a diffondere l'insegnamento cristiano nonostante il divieto papale, in piena disobbedienza; quindi, nel 1180, fu convocato dal cardinale Enrico di Marcy, vescovo di Albano, in un sinodo a Lione, nel quale Valdo e i suoi seguaci dichiararono la loro completa "ortodossia" e al contempo esposero quelli che consideravano gli "errori" dei catari. Nonostante ciò, la predicazione da parte dei laici e delle donne e la lettura individuale della Bibbia erano aspetti considerati inaccettabili dalla Chiesa romana, consapevole del fatto che ammettere tale innovazione avrebbe significato dare il via ad un processo di trasformazione dagli esiti imprevedibili qualora la lettura e interpretazione dei testi sacri fosse permessa anche a fedeli non appartenenti al clero. Tutto questo era stato ben compreso da Walter Map, rappresentante di re Enrico II Plantageneto al concilio lateranense del 1179, che a proposito dei valdesi aveva scritto:
(Walter Map, De Nugis Curialium)

#### Scomunica da parte cattolica
Nel 1184 a Verona, con la bolla Ad abolendam, papa Lucio III scomunicò una serie di movimenti ritenuti eretici anche molto diversi tra loro, tra cui i poveri di Lione, i valdesi. La motivazione per tale scomunica rimase la "presunzione" dei valdesi di voler predicare in pubblico. Nonostante la condanna papale, comunque, il movimento valdese continuò la sua espansione verso il Mezzogiorno di Francia e l'Italia (Piemonte, Lombardia, Puglia e Calabria), giungendo anche in alcune regioni della Germania, in Svizzera, e persino in Austria, Spagna, Ungheria, Polonia e Boemia.

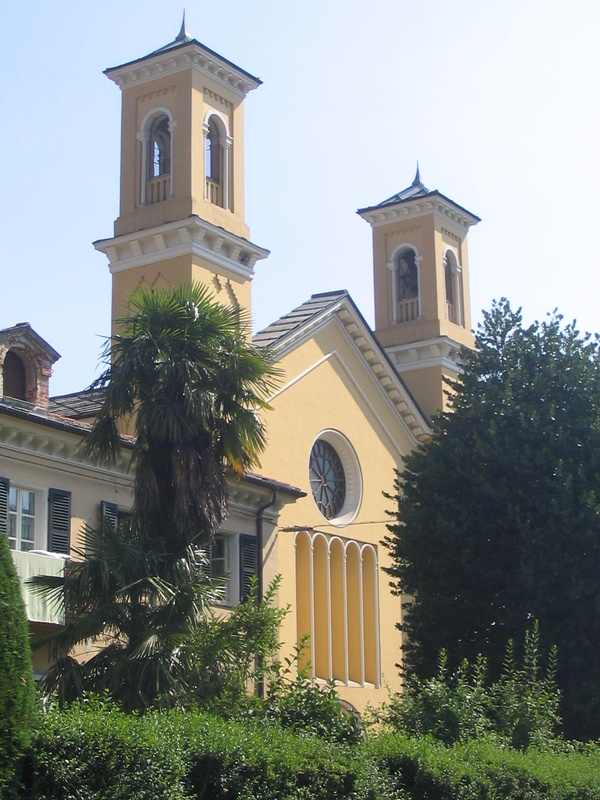
Tempio valdese di Torre Pellice

Le comunità valdesi erano organizzate su due livelli: vi erano i "perfetti" o barba (che significa "zio", in contrapposizione al "padre" cattolico), che seguivano i tre voti monastici di povertà, castità, e obbedienza, ed erano predicatori itineranti, e i semplici fedeli, che erano detti "amici" o "noti". La comunità aveva tre gradi gerarchici: diaconi, presbiteri e vescovi, e preparava i futuri predicatori in apposite scuole, gli "ospizi". Osservavano la liturgia delle Ore e i digiuni, celebravano la Cena del Signore (in Linguadoca, con pane, vino e pesce) e la sera del Giovedì Santo praticavano la lavanda dei piedi. Studiavano a memoria interi Vangeli e altre parti della Bibbia che Valdo aveva fatto tradurre nelle varie lingue popolari.

#### Scisma dei lombardi
Dopo la scomunica, però, il movimento valdese perse la sua compattezza originaria e iniziò a sfaldarsi in gruppi locali differenziati tra di loro. La prima grande spaccatura avvenne nel 1205 circa, quando una parte consistente dei valdesi di Lombardia (termine con cui all'epoca si indicava genericamente il nord Italia) dette vita ad un gruppo autonomo detto appunto Poveri Lombardi (pauperes Lombardi). Entrando in Lombardia, i predicatori e le predicatrici valdesi poveri (fratres et sorores) miravano, come altrove, a costituire gruppi di amici o credentes che vivessero nel mondo, lavorassero e li sostenessero con le loro elemosine. Vennero però qui a trovarsi in una situazione politica e sociale radicalmente diversa da quella d'oltralpe. Trovarono infatti una miriade di Comuni in lotta perenne per la loro piena indipendenza dall'Impero e dal papato e, all'interno, lacerati dalle lotte tra partito guelfo e partito ghibellino.
I valdesi non ebbero problemi a inserirsi nelle strutture comunali, riuscendo anche a farsi eleggere alle cariche più importanti, ma la maggior parte di loro preferì restare ai margini della vita politica, a causa del severo divieto del giuramento, dell'insistenza sulla povertà assoluta e per una certa sfiducia verso le autorità umane. Il partito ghibellino sembrava spesso appoggiare questi movimenti ereticali, ma non per un reale interesse per le questioni religiose, bensì per sfruttare ai suoi fini l'anticlericalismo della loro predicazione. E così, ad alcuni podestà che li difendevano e li appoggiavano, ne seguirono spesso altri che li condannavano e li bruciavano sul rogo.
Ma in Lombardia i valdesi vennero ben presto a contatto con, e furono influenzati da, altri movimenti popolari di carattere sociale e religioso, da tempo presenti in loco o di nuova istituzione, come i Patarini, gli Arnaldisti e gli Umiliati. I valdesi lombardi ne furono influenzati al punto da adottare dei provvedimenti che provocarono la reazione di Valdo fino alla scissione che ebbe luogo nel 1205, essenzialmente a causa di tre motivi:
1. I predicatori in Lombardia entrarono a far parte di comunità di lavoratori e ne crearono delle proprie. Secondo Valdo i predicatori non dovevano lavorare ma vivere in povertà delle offerte degli amici per non essere corrotti dalla brama di ricchezze.
2. I lombardi si scelsero un capo a vita nella persona del piacentino Giovanni da Ronco detto il Buono. Valdo obiettava che l'unico preposto del loro movimento doveva rimanere Gesù Cristo.
3. I lombardi elessero dei ministri ai quali affidarono compiti sacerdotali, come la consacrazione dell'eucaristia. Valdo temeva che questo fosse il primo passo per costituirsi come contro-chiesa: egli infatti aveva voluto creare una fraternità religiosa di predicatori che s'impegnassero a supplire alle carenze del clero nella predicazione e nella cura d'anime, ma non sostituirsi ad esso. Valdo voleva rimanere nella Chiesa romana e lavorarvi, anche se scomunicato.

Da questa prima divisione nacque una crisi del movimento che ebbe importanti evoluzioni nel giro di pochi anni.

### Dal XIII secolo al XVI
Tra il 1205 e il 1207 Valdo morì senza essere riuscito a ricomporre lo scisma interno al suo movimento e la frattura con Roma. Da allora molti gruppi iniziarono ad allontanarsi dall'ortodossia cattolica, rifiutando le gerarchie ecclesiastiche, giudicate peccatrici e malvagie. Quando il Concilio Lateranense IV, nel 1215, definì formalmente la dottrina della transustanziazione (cioè l'idea della presenza reale e "sostanziale" di Cristo nell'eucaristia), questa non trovò consensi tra i valdesi.
A causa di queste tendenze il principale interprete del valdismo originario, Durando d'Osca, insieme a un gruppo di discepoli, tentò di mettere fine al dissidio con le gerarchie ecclesiastiche facendo riconoscere dalla Chiesa romana i punti essenziali della primitiva ispirazione di Valdo. La speranza però si rivelò illusoria: il Papa, nel 1208, approvò il loro proposito di vita religiosa ma non colse i motivi centrali della loro ispirazione e il nuovo ordine, con il nome di Poveri Cattolici (pauperes catholici), fu orientato in funzione antiereticale.
Una sorte leggermente migliore toccò a Bernardo Primo e ai suoi seguaci, riconosciuti nel 1210 dalla Chiesa con il nome di Poveri Riconciliati, che riuscirono a inserire nel loro proposito il supremo magistero di Cristo e il mandato apostolico di predicare per la salvezza del popolo di Dio.
Entrambi i gruppi, comunque, non riuscirono nel loro intento di rifondare dall'interno la Chiesa né a sottrarre dall'"eresia" gli altri movimenti valdesi. Inoltre le gerarchie ecclesiastiche li guardavano con sospetto e furono spesso accusati di aver accettato l'"ortodossia" romana solo formalmente; nel giro di pochi anni, perciò, i Poveri Cattolici e i Poveri Riconciliati si esaurirono o furono costretti a fondersi con altri ordini religiosi.
I restanti membri del movimento valdese si erano organizzati in due gruppi, quello ultramontano e quello italico. Nel 1218 la Società dei Fratelli Ultramontani (societas fratrum Ultramontanorum) e la Società dei Fratelli Italici (societas fratrum Italicorum) s'incontrarono a Bergamo con l'intento di trovare una nuova unità, ma non riuscirono a ricomporre le loro fratture.

La croce ugonotta, uno dei simboli valdesi

L'incapacità di trovare un accordo derivò probabilmente dalle diverse concezioni dei due schieramenti sulla natura del movimento. Per gli Ultramontani si trattava ancora di una libera fraternità di predicatori e predicatrici, poveri e itineranti, che si dedicavano alla missione e alla cura d'anime all'interno della Chiesa romana, di cui riconoscevano la validità dei sacramenti nonostante la scomunica e la persecuzione; gli italici, invece, erano ormai sulla via di un distacco totale dalla Chiesa romana, di cui contestavano la legittimità a causa della sua immoralità, procedendo infatti ben presto ad organizzarsi come Chiesa alternativa.

#### Persecuzione dell'Inquisizione
La separazione tra le due tendenze del Valdismo continuò ancora per gran parte del Duecento, soprattutto in Italia, ma finì per perdere progressivamente di significato e, alla fine del secolo, si notò una convergenza delle due posizioni. Gli Ultramontani dovettero rendersi ben presto conto che non era più possibile trovare sacerdoti cattolici disposti ad ammetterli alla celebrazione dei sacramenti e dovettero organizzarsi anch'essi in proprio.
I valdesi furono duramente perseguitati anche nei secoli successivi ma, a differenza dei catari, l'Inquisizione non riuscì mai a spegnere il focolaio valdese nonostante la durissima repressione.

#### Adesione alla Riforma protestante
Nella seconda metà del XV secolo nel cantone svizzero di Vaud fu avviata una caccia alle streghe principalmente rivolta alla comunità di sesso maschile, rispetto a una tendenza generale europea a vedere la stregoneria come un fenomeno prettamente femminile. Ciò avvenne perché la caccia alle streghe fu intesa come un pretesto per reprimere le componenti ereticali in cui la parte maschile era dominante.
Vivendo nella clandestinità, e spesso riuscendo a nascondersi in zone eccentriche, il movimento valdese riuscì ad arrivare al XVI secolo e ad aderire alla Riforma protestante calvinista nel 1532 col sinodo di Chanforan, segnando una svolta decisiva per il futuro della comunità.
Nel Trattato sulla tolleranza Voltaire descrisse una persecuzione di cui i valdesi furono vittime nell'aprile del 1545:
(Voltaire, Trattato sulla tolleranza, traduzione di Glauca Michelini, Giunti Editore, 2007, p.33)

### La Pace di Cavour
Nel 1561 fu firmata la Pace di Cavour, primo esempio di libertà religiosa nell'Europa moderna occidentale.
In realtà il valdismo poteva essere confessato solo nelle zone di montagna, al di sopra dei 700 m. Persecuzioni furono invece scatenate in Puglia e soprattutto in Calabria, dove dalla fine di maggio al giugno 1561 un migliaio di Valdesi furono massacrati dalle truppe del Regno di Napoli con l'appoggio dell'Inquisizione di Roma.
L'accordo di Cavour del 1561 aveva dato tutela al piccolo residuo valdese stabilito nel ghetto costituito dalle Valli del Pellice, della Germanasca e del Chisone che dal 1532, nel sinodo di Chanforan, aveva aderito alla Riforma calvinista. Le durissime condizioni di vita e l'epidemia di peste del 1630 avevano provocato oltre 6000 morti ma nonostante ciò i contatti con Ginevra e con la Svizzera romanda avevano consentito perfino uno sviluppo e lo sconfinamento dagli angusti limiti territoriali imposti con la costruzione di un luogo di culto a San Giovanni di Luserna.

### XVII secolo: persecuzione e resistenza
Nel 1655 il duca di Savoia e principe di Piemonte Carlo Emanuele II, sospinto dalla cattolicissima madre Cristina di Francia, figlia di Enrico IV, inviò il marchese di Pianezza con i suoi armigeri a "ristabilire l'ordine"; il piano era stato approntato dalla Congregazione romana "per propagare la fede ed estirpare gli eretici".
I valligiani ospitarono senza sospetti gli armigeri nelle loro case, ma questi, il Sabato Santo, a un segnale diedero inizio al massacro passato alla storia con il nome di Pasque piemontesi, durante il quale le atrocità perpetrate contro donne e bambini suscitarono lo sgomento delle nazioni protestanti.
Oliver Cromwell raccolse il disperato appello dei pastori sfuggiti alla cattura, interessando l'Inghilterra puritana alla salvezza della comunità valdese; con febbrile lavoro diplomatico interessò Ginevra e i cantoni protestanti e lo stesso ministro di Luigi XIV, il cardinale Giulio Mazzarino (1602–1661), perché si ponesse fine alla distruzione di un popolo che non era una semplice parte del mondo protestante, ma "rappresentava l'anello di congiunzione del protestantesimo con l'età apostolica".
Il poeta John Milton scrisse in tal senso il sonetto:
Lie scatter'd on the Alpine mountains cold,
Ev'n them who kept thy truth so pure of old
When all our Fathers worship't Stocks and Stones,
Forget not: in thy book record their groanes
Who were thy Sheep and in their antient Fold
Slayn by the bloody Piemontese that roll'd
Mother with Infant down the Rocks. Their moans
The Vales redoubl'd to the Hills, and they
To Heav'n. Their martyr'd blood and ashes sow 
O're all th'Italian fields where still doth sway
The triple Tyrant: that from these may grow
A hunder'd-fold, who having learnt thy way
(Giorgio Tourn, I Valdesi nella storia, XV: On the late Massacre in Piedmont. Claudiana, Torino, 1996. pp. 41-47)
Il duca di Savoia, in seguito alla forte pressione internazionale, fu costretto a concedere le cosiddette Patenti di Grazia il 18 agosto del 1655. La quiete durò solo un trentennio: nel 1685 Luigi XIV, re di Francia, revocò l'editto di Nantes e conseguentemente venne revocata anche la libertà di culto delle comunità valdesi sotto sovranità francese. Il duca Vittorio Amedeo II di Savoia si affrettò anche lui ad emanare un editto, il 31 gennaio 1686, con il quale si revocavano le vecchie concessioni dell'editto di Cavour, procedendo con la cattolicizzazione forzata, la demolizione dei luoghi di culto valdese, la cacciata di pastori e maestri, il rapimento di bambini per "battezzarli" ed educarli (come servi) alla "vera fede cattolica" nel tentativo di cancellazione dell'identità valdese.

#### Resistenza con Enrico Arnaud
Sotto la guida di Enrico Arnaud fu tentata una disperata resistenza contro i 10.000 soldati piemontesi e francesi, ma, alla fine, 1712 tra uomini e donne erano morti, 148 bambini erano stati strappati ai genitori e 8500 superstiti incarcerati, mentre altri 3000 erano in parte fuggiti e in parte avevano accettato di cattolicizzarsi, deportati nel vercellese. Un piccolo gruppo di irriducibili proseguì la guerriglia, che alla fine permise a un gruppo di 260 persone e, successivamente, di altri prigionieri, di espatriare in Svizzera. L'editto del 3 gennaio 1687, strappato al duca dietro intervento degli stati protestanti, disponeva poi l'esilio perpetuo per i ribelli, il cui numero è stimato in 3.381 persone. L'editto vietava però l'espatrio ai nove pastori e alle loro famiglie, nonché ai bambini inferiori a 12 anni, che dovevano essere educati alla fede cattolica. Ciò creava i presupposti perché nascesse negli esuli il desiderio di ritornare per ricongiungersi ai cari e cercare i propri figli; le condizioni internazionali propizie furono determinate dalla preparazione della lega antifrancese di Guglielmo di Orange, prossimo all'insediamento sul trono inglese.
Con tale aiuto e sotto la guida di Enrico Arnaud, nell'agosto del 1689 iniziò il cosiddetto "Glorioso rimpatrio"; un migliaio di esuli attraversò le Alpi e percorse i 200 km dal Lago Lemano alla Val di Susa. Più di un terzo non arrivò a destinazione; il rimanente vide la mano di Dio nella loro salvezza: infatti un capovolgimento di alleanze portò alla rottura della coalizione franco-piemontese e al passaggio di Vittorio Amedeo II nella Lega di Augusta a fianco di Inghilterra e Paesi Bassi. Per ottenere l'appoggio dei valdesi nella difesa dei confini, il duca emanò l'Editto di tolleranza, vennero liberati i carcerati e ritornarono altri profughi da ogni dove; il ghetto alpino era un'area marginale ed emarginata, ma nuovamente libera per la propria fede, anche se ciò provocò le irate proteste del papa Innocenzo XII.
Durante tutto il XVIII secolo si rafforzarono i legami con le chiese riformate d'oltralpe. La Rivoluzione francese e poi Napoleone Bonaparte produssero infine l'emancipazione di Valdesi ed Ebrei del regno di Sardegna.

### Dal XIX secolo ad oggi
Nel 1848, con le Lettere patenti di Carlo Alberto, vennero concessi i diritti civili e politici ai valdesi.
Nel 1850 si sviluppò il sistema delle scuole alpine di borgata a opera del colonnello inglese Charles Beckwith. Gli antropologi chiamano "paradosso alpino" il fenomeno secondo il quale il livello d'istruzione e di apertura culturale di una comunità aumenta proporzionalmente alla quota. Lo stereotipo della comunità alpina come una realtà chiusa e impermeabile è contraddetto da realtà come quella valdese, che alla fine del XIX secolo presentava una percentuale di analfabeti trascurabile e vantava contatti con le élite culturali di mezza Europa. Il paradosso alpino, tuttavia, non rappresenta una peculiarità valdese, dal momento che lo si riscontra in tutto l'arco alpino.
Nel 1979 venne siglato il patto di integrazione tra metodisti e valdesi in un'unica comunità confessionale.

## Il valdismo negli anni duemila

### Laicità dello Stato, temi etici e progressismo sociale
I valdesi si sono sempre impegnati per favorire la piena laicità dello Stato e la totale separazione tra Stato e Chiesa.
La Chiesa evangelica valdese infatti si è pronunciata come fortemente contraria all'esposizione del crocifisso nelle aule scolastiche italiane e, più in generale, di ogni simbolo religioso in luoghi pubblici.
Per quanto riguarda l'etica, i valdesi favoriscono il dibattito su temi quali omosessualità, aborto, testamento biologico ed eutanasia, ponendosi di fatto in contrasto con la Chiesa cattolica, interpretando le Sacre Scritture alla luce delle nuove frontiere teologiche, linguistiche e scientifiche acquisite.
La Commissione Bioetica della Tavola Valdese si è espressa in maniera articolata sia sull'aborto sia sull'eutanasia, con posizioni che sostanzialmente si possono riassumere nell'affermazione della centralità della responsabilità personale in queste delicate decisioni. La Chiesa evangelica valdese è anche impegnata nella diffusione del testamento biologico, i cui registri in molte città sono gestiti dalle comunità valdesi.
La Chiesa evangelica valdese, durante il sinodo del 2010, si è espressa a favore della ricerca sulle cellule staminali. Nel 2018 si è espressa favorevolmente all'approvazione della legge sul biotestamento. A partire dal 2010 la Chiesa evangelica valdese ha sostenuto e finanziato con le donazioni dell'Otto per mille e la collaborazione di diverse onlus numerosi progetti in campo medico, sociale, culturale e umanitario: sviluppo di terapie cellulari, assistenza domiciliare e cure palliative, fornitura di strumenti medici e di pronto intervento a strutture ospedaliere, inserimento lavorativo di persone diversamente abili, corridoi umanitari, integrazione e mediazione interculturale per i rifugiati, tutela dei minori e molti altri ancora.

### Valdismo e omosessualità
La Chiesa Valdese ritiene che il singolo credente sia guidato dallo Spirito Santo e mantiene quindi un certo riserbo nell'offrire direttive specifiche nel campo dell'etica sessuale come in quello politico-sociale. Ciononostante, i valdesi si sono dimostrati molto aperti sul tema dell'omosessualità; il 26 agosto 2010 il Sinodo valdese ha votato un ordine del giorno che consente la benedizione delle coppie dello stesso sesso, "laddove la chiesa locale abbia raggiunto un consenso maturo e rispettoso delle diverse posizioni", con 105 voti a favore, 9 contrari e 29 astenuti. La Chiesa Valdese, inoltre, s'impegna attivamente nella lotta all'omofobia e nel supporto alla comunità LGBT.
Il dibattito sul tema dell'omosessualità avviene anche tramite la R.E.F.O. (Rete Evangelica Fede e Omosessualità) e l'Associazione Fiumi d'acqua viva - Evangelici su Fede e Omosessualità. Vi è anche una piccola minoranza di valdesi contrari al riconoscimento liturgico delle coppie omosessuali, come peraltro a tutto l'indirizzo progressista e inclusivo della morale valdese, che è stata oggetto di una deplorazione da parte del Sinodo 2011, ritenendoli responsabili di diffamazione nei confronti della Chiesa.
Nell'esegesi biblica, la Chiesa valdese, nelle sue espressioni oggi ufficiali, rifiuta l'approccio letteralista o fondamentalista, accostandosi piuttosto ai testi della Bibbia con il metodo storico-critico. Anche i testi vetero e neotestamentari che condannano gli atti sessuali tra persone dello stesso sesso, come tutti gli altri passi biblici, vengono contestualizzati nell'ambiente storico e sociale in cui furono scritti e re-interpretati alla luce del moderno messaggio evangelico universale.

## Diffusione attuale

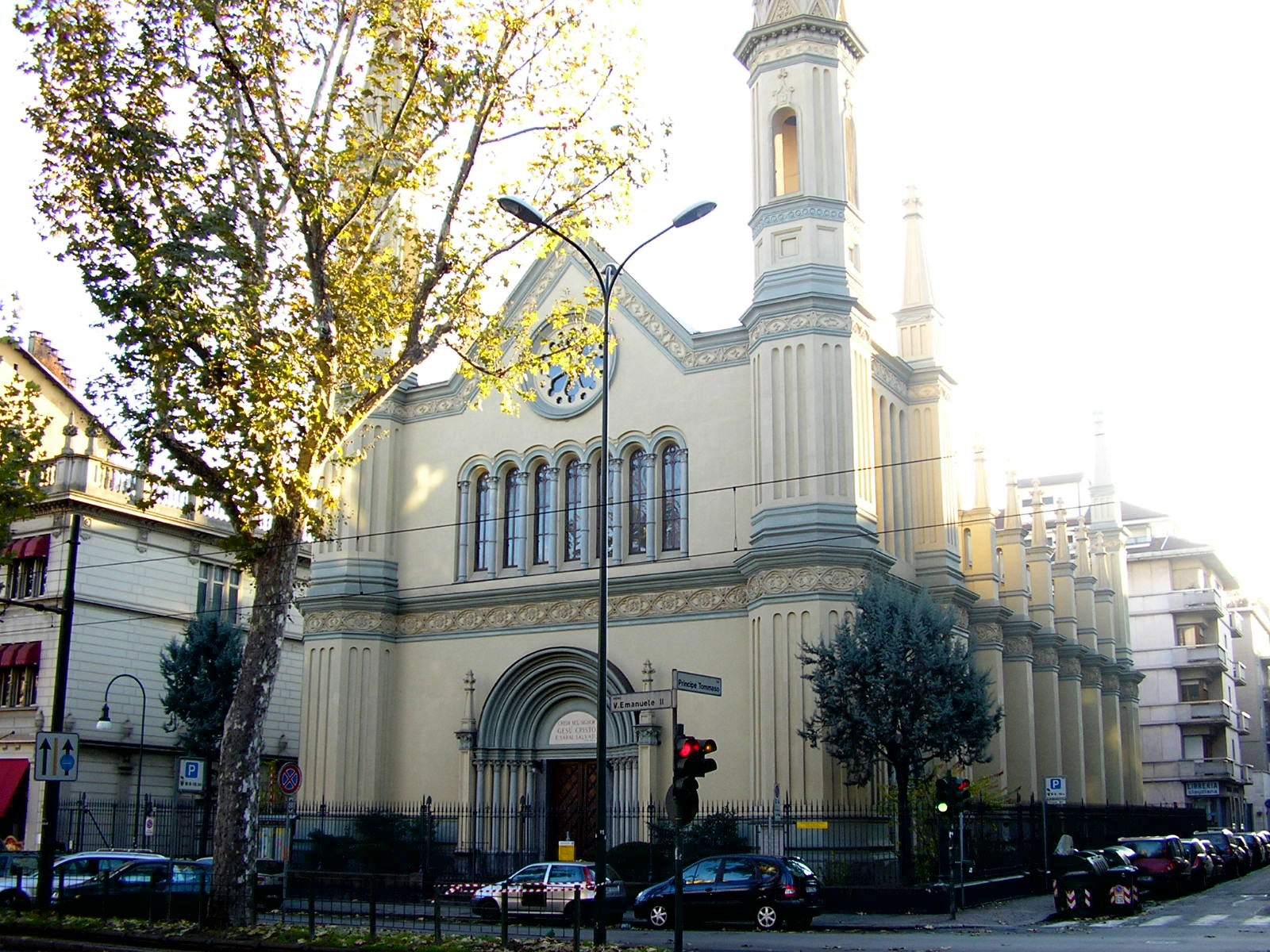
Tempio Valdese nel quartiere San Salvario di Torino

### Italia
Dopo molti secoli di dure persecuzioni, i valdesi hanno acquistato la libertà legale nel 1848, durante il regno di Carlo Alberto di Savoia (vedi Statuto Albertino). Da allora la Chiesa Valdese si è sviluppata e diffusa attraverso la penisola italiana. Durante l'occupazione nazifascista dell'Italia settentrionale nella seconda guerra mondiale, i valdesi italiani sono stati attivi nel cercare di salvare gli ebrei che erano minacciati dallo sterminio nazista, nascondendo molti di loro nella stessa Val Pellice, territorio in cui gli antenati valdesi trovarono rifugio.
L'organo di stampa ufficiale è il settimanale Riforma.
Oggi i valdesi sono diffusi soprattutto in Piemonte, dove contano 41 chiese (120 in tutta Italia), di cui 18 nelle cosiddette "Valli Valdesi", e hanno il loro centro a Torre Pellice, nella città metropolitana di Torino. La città di Torino ha quattro Chiese valdesi. Ogni anno, nell'ultima settimana di agosto, i deputati delle chiese locali e i pastori si riuniscono a Torre Pellice per dare luogo al Sinodo Valdese, massimo momento assembleare e decisionale nella vita delle chiese.
Dal 1780 è presente una comunità valdese degna di nota in Val Tramontina, in Friuli-Venezia Giulia.
Da ricordare l'isola linguistico-religiosa di Guardia Piemontese in Calabria (CS), che fu fondata nel XII secolo da rifugiati valdesi provenienti da Bobbio Pellice in Piemonte. A Guardia Piemontese la popolazione, pur non professando ormai più la fede riformata valdese a seguito della strage del 1561 per opera del Vicereame di Napoli (al quale la popolazione valdese si era ribellata, in seguito al regime di controllo imposto dall'Inquisizione), parla ancora un dialetto provenzale. Affacciata sulla piazza della strage, lungo le mura periferiche della città, la "Porta del sangue" ne testimonia la triste vicenda storica. Presente e attiva è invece la comunità valdese di Dipignano, sempre in Calabria (CS), concentrata in un antico nucleo abitativo chiamato Doviziosi, dove da pochi anni ha anche acquistato dalla Curia la chiesa già intitolata a sant'Ippolito, restaurandola e adibendola a proprio luogo di culto.

#### Dialogo ecumenico con la Chiesa cattolica
Negli ultimi decenni si è sviluppato, nonostante le diffidenze dovute alle vicende storiche, un certo dialogo ecumenico con la Chiesa cattolica, il cui risultato più concreto è stata l'intesa sui matrimoni misti negli anni novanta, mentre permangono ancora alcune distanze dal mondo cattolico riguardo alle questioni etiche e morali, ad esempio riguardo al riconoscimento da parte del Sinodo valdese della legittimità dell'eutanasia.

#### Impegno politico
Sempre forte è stato l'impegno politico dei Valdesi, i quali hanno partecipato attivamente al Risorgimento e alla Resistenza antifascista. Da sempre esponenti della Chiesa, tra i quali spesso anche pastori (come Tullio Vinay, Lino De Benetti e Domenico Maselli negli ultimi anni), sono stati eletti al Parlamento Italiano. Sono membri della Chiesa evangelica valdese due ex-ministri (Valdo Spini e Paolo Ferrero), un ex-deputato (Luigi Lacquaniti), un senatore (Lucio Malan), un ex-parlamentare europeo (Niccolò Rinaldi), un ex-deputato (Giorgio Gardiol), un'ex-deputata (Eleonora Bechis), un sindaco di città capoluogo di provincia (Rosario Olivo) e qualche consigliere regionale. L'imprenditore Riccardo Illy, ex sindaco di Trieste ed ex presidente della regione Friuli-Venezia Giulia, proviene da una famiglia valdese.
In ambito artistico, erano valdesi l'artista Paolo Paschetto, autore dell'emblema della Repubblica Italiana, il pittore e intellettuale Filippo Scroppo e il regista cinematografico Luigi Comencini e lo è il cantautore, scrittore, sceneggiatore e fumettista Gianfranco Manfredi. Erano di famiglia valdese il regista teatrale Marco Sciaccaluga e Silvio Federico Baridon, partigiano, politico, rettore e docente universitario italiano, fondatore, nel 1968, della IULM.
Il 22 giugno 2015 papa Francesco ha visitato il Tempio Valdese di Torino e vi ha incontrato il Moderatore della Tavola valdese: è stata la prima volta che un pontefice ha fatto visita a un tempio valdese. In questa occasione, il papa ha chiesto scusa a nome della Chiesa cattolica romana per le persecuzioni di cui i valdesi sono stati vittime nel corso dei secoli. Le scuse sono state apprezzate e accettate dal successivo Sinodo valdese.

### Sudamerica
I primi insediamenti di valdesi italiani si sono avuti in Sudamerica nel 1856 e oggi la Chiesa Valdese del Río de La Plata (Iglesia Valdense del Río de La Plata) ha 40 congregazioni e 15.000 membri divisi fra l'Uruguay e l'Argentina. Tali comunità sono autonome rispetto alla Chiesa evangelica valdese con sede a Torre Pellice, anche se naturalmente mantengono una piena e fraterna comunione con essa.

### Stati Uniti d'America
Nell'epoca coloniale anche gruppi di valdesi italiani e francesi migrarono negli Stati Uniti; ad esempio William Paca, uno dei firmatari della Dichiarazione d'Indipendenza, era un probabile discendente di immigrati valdesi. Ancora verso la fine dell'Ottocento, tra gli emigranti italiani vi erano alcuni valdesi. Di conseguenza, nel corso dei secoli furono fondate comunità valdesi negli Stati Uniti, la più grande delle quali è una cittadina nelle Contea di Burke nella Carolina del Nord, denominata Valdese; qui la popolazione, secondo il censimento del 2000, ammontava a 4.485 abitanti; la congregazione usa il nome di Chiesa Presbiteriana Valdese. Chiesa e comunità vennero fondate nel 1893, anno in cui giunse un piccolo gruppo di valdesi dalle Alpi Cozie che fondò la cittadina di Valdese; oggi la Chiesa Valdese è la più antica Chiesa evangelica ancora in attività. Il 9 luglio 1895 la Chiesa Presbiteriana Valdese di Valdese si è associata alla Chiesa Presbiteriana degli Stati Uniti ed è ora membro del Presbiterio del West-North Carolina.
Negli anni venti tutte le chiese e le missioni valdesi statunitensi si sono fuse nella Chiesa Presbiteriana: ciò è dovuto all'assimilazione culturale delle seconde e terze generazioni. Esiste però un gruppo, denominato Vecchia Chiesa Valdese degli Anabattisti, che reclama di provenire dall'organizzazione italiana, ma che, dopo essere giunto in America, si è dichiarato indipendente dalle organizzazioni della Chiesa valdese ufficiale; un tempo fu una confessione di dimensioni considerevoli, ma oggi si è ridotta ad un piccolo gruppo religioso presente solo nel Michigan e nell'Ohio. Tra le Chiese valdesi più conosciute in America c'è anche un gruppo consistente a New York.

### Germania e Svizzera
Nel 1698 circa 3.000 valdesi giunsero nella Renania meridionale. La maggior parte di loro sono poi ritornati alle loro valli del Piemonte, ma coloro che sono rimasti in Germania sono stati assorbiti dalle altre chiese di tradizione riformata-calvinista e dieci congregazioni esistono oggi come componente della Evangelische Kirche von Deutschland. Mörfelden-Walldorf è un comune tedesco di 33.721 abitanti, situato nel land dell'Assia; è una località a circa 10 km da Francoforte sul Meno, fondata il 10 luglio del 1699 da Valdesi. Walldorf è un comune tedesco di 14.685 abitanti, situato nel land del Baden-Württemberg, fondato il 10 luglio del 1699 da Valdesi in fuga dalle Valli Valdesi dopo la revoca dell'Editto di Nantes del 1685 e le successive persecuzioni cui furono sottoposti. Quattordici famiglie delle Valli Valdesi decisero di fermarsi e fondare una nuova località, piuttosto che continuare a girovagare lungo il Reno o rientrare nelle Valli Valdesi, rinunciando alla propria fede valdese. È attiva l'Associazione Amici dei Valdesi di Walldorf. In Svizzera sono presenti sette chiese evangeliche di lingua italiana che, grazie a un accordo con la Tavola Valdese, fruiscono della cura di alcuni pastori valdesi: due a Zurigo e le altre a Basilea, Ginevra, Losanna, Sciaffusa e San Gallo.

### Galleria di immagini
Templi valdesi in America meridionale

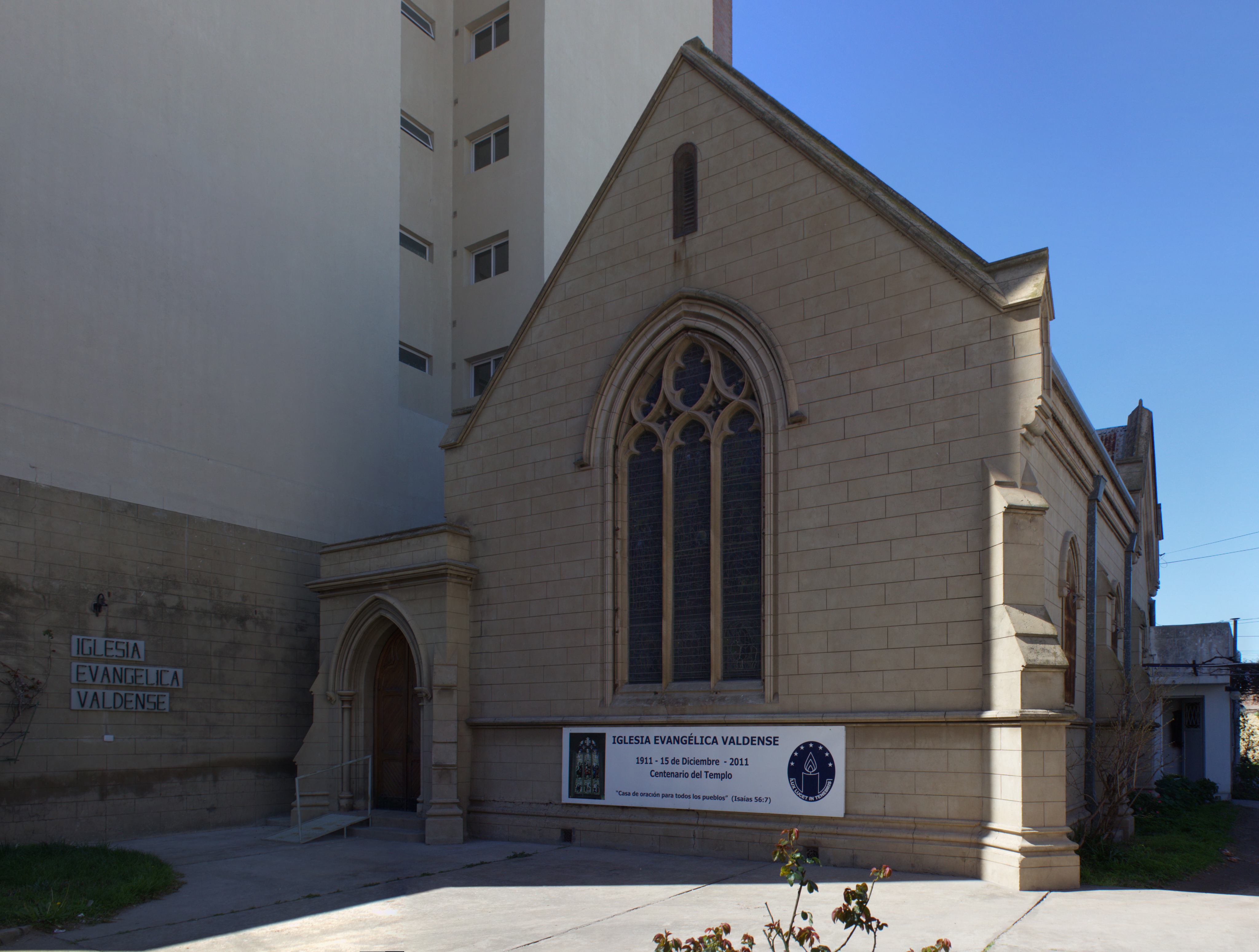
Tempio di Bahía Blanca (Argentina)
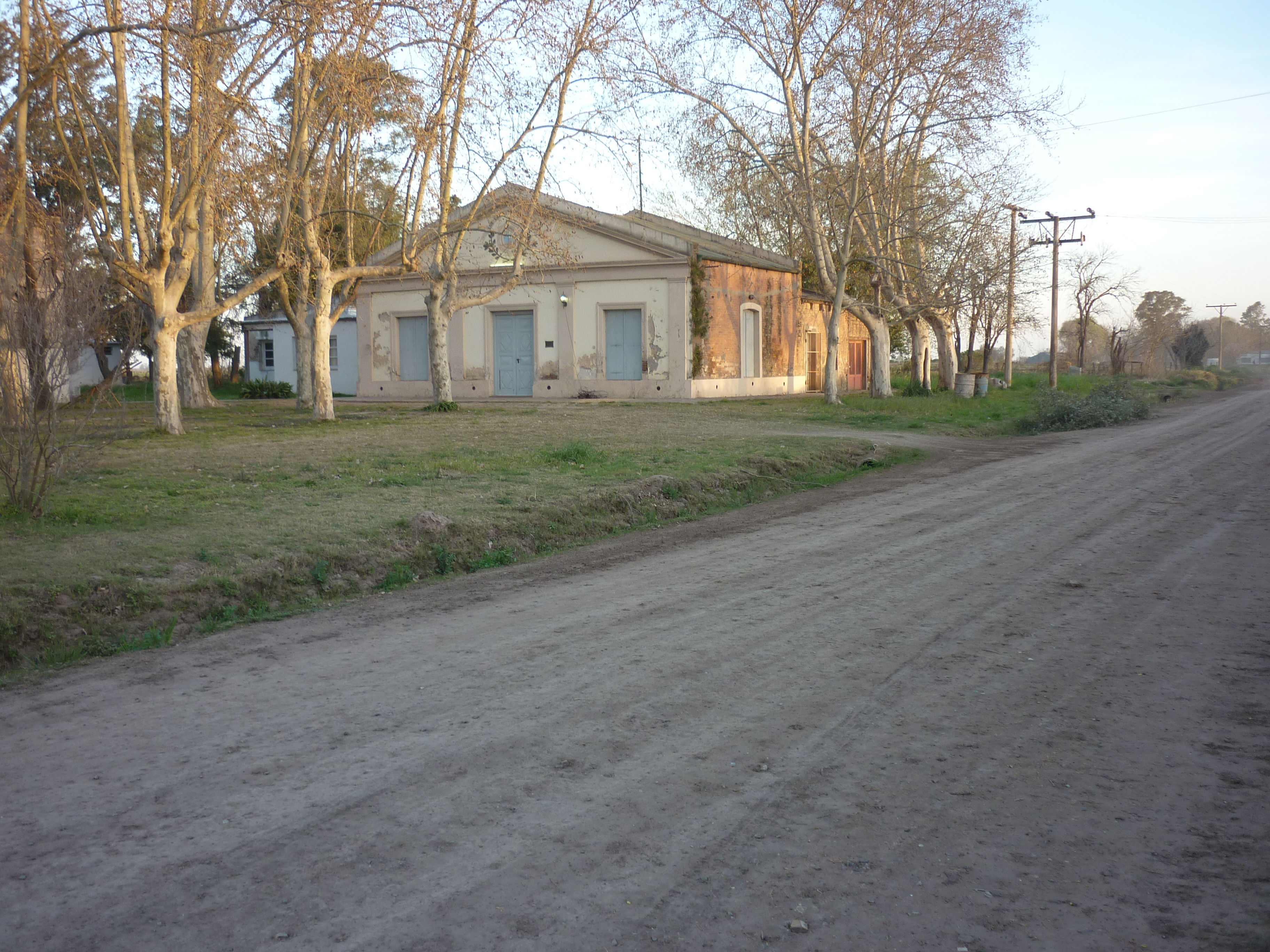
Tempio di Colonia Belgrano (Argentina)
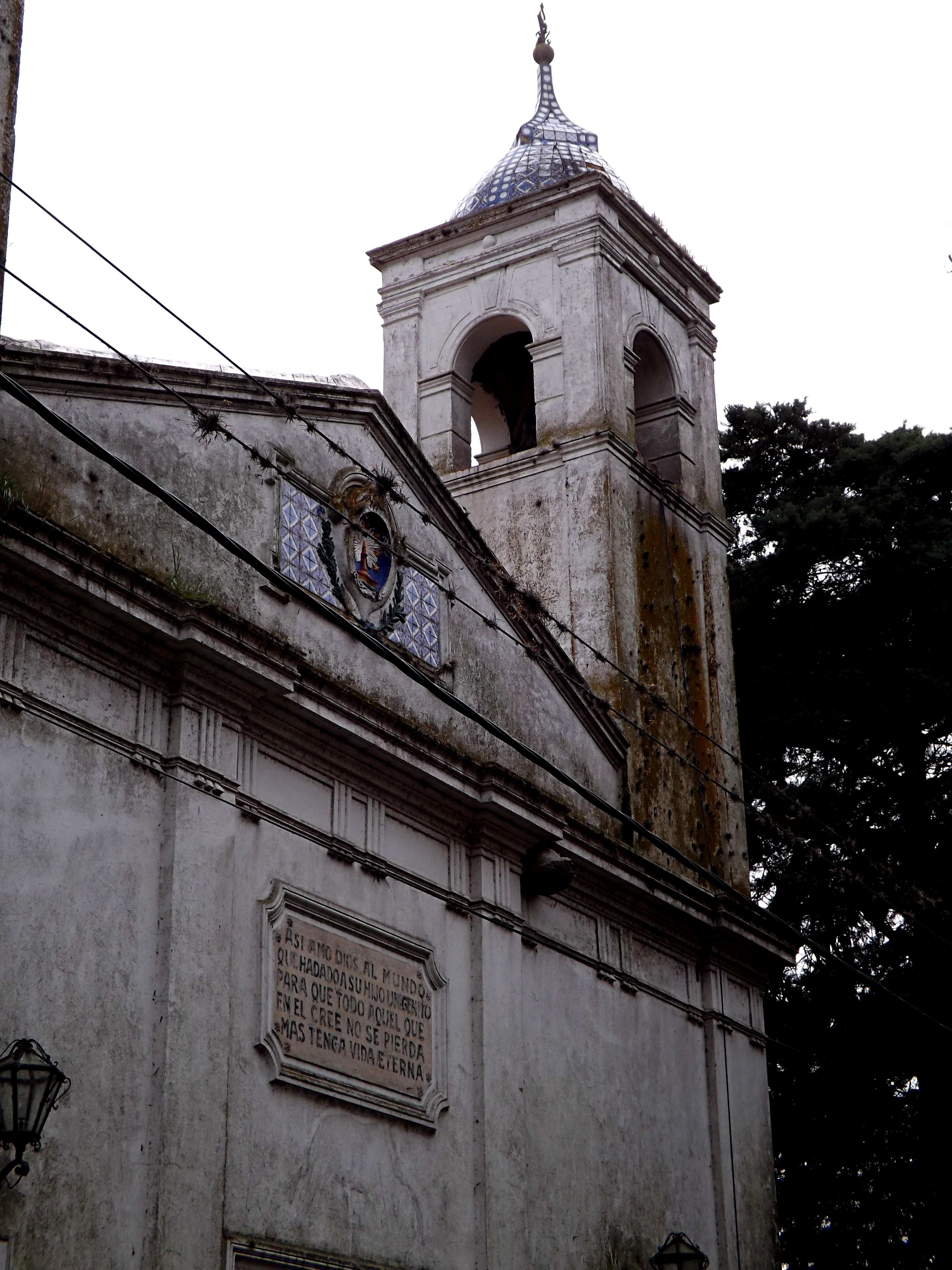
Tempio di Colonia Piamontesa (Uruguay)
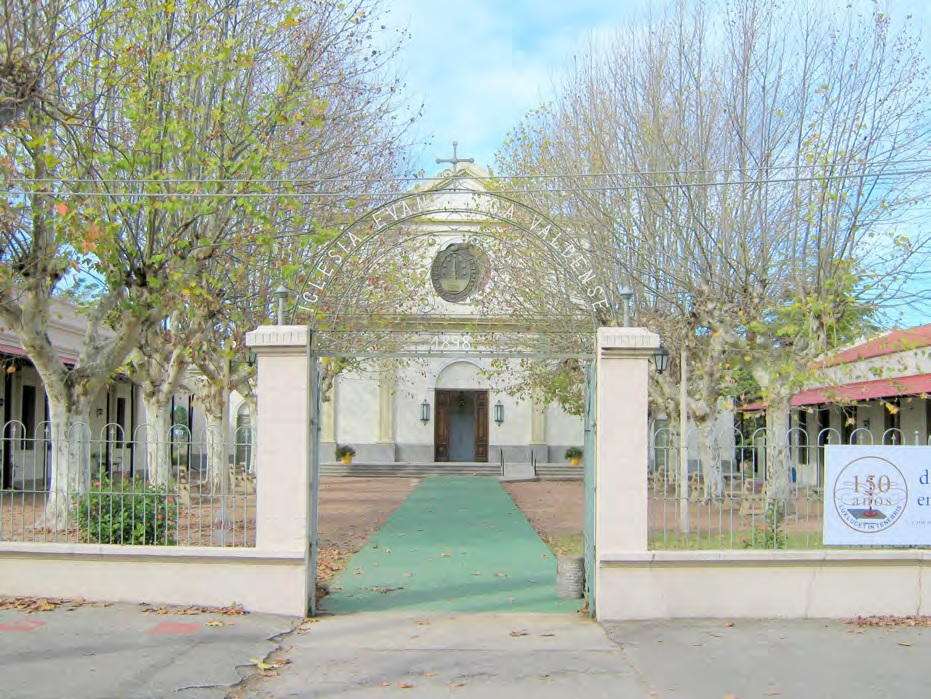
Tempio di Río de la Plata (Uruguay)

Templi di origine valdese in Francia, Germania e Stati Uniti

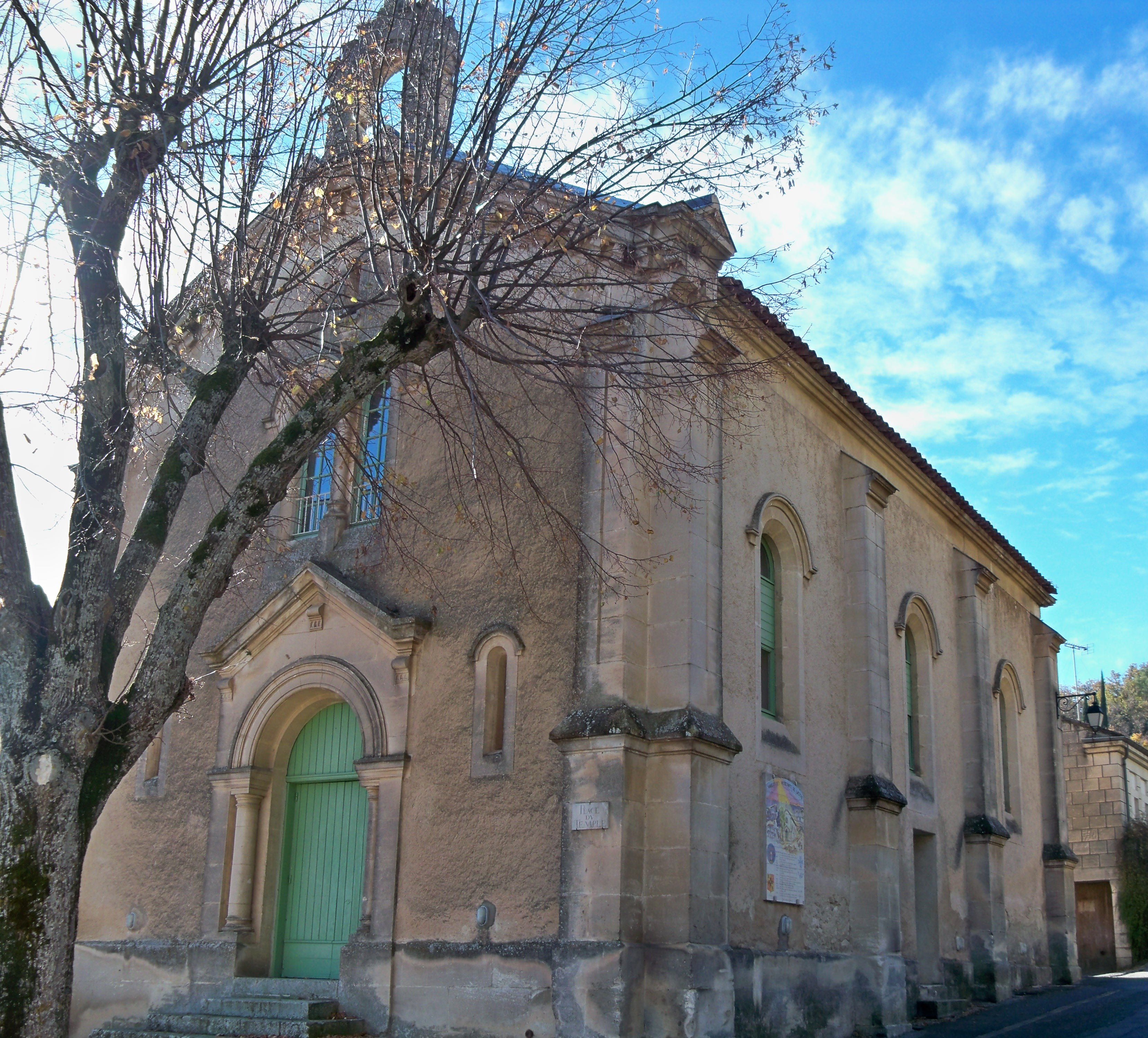
Tempio di Lacoste (Francia)
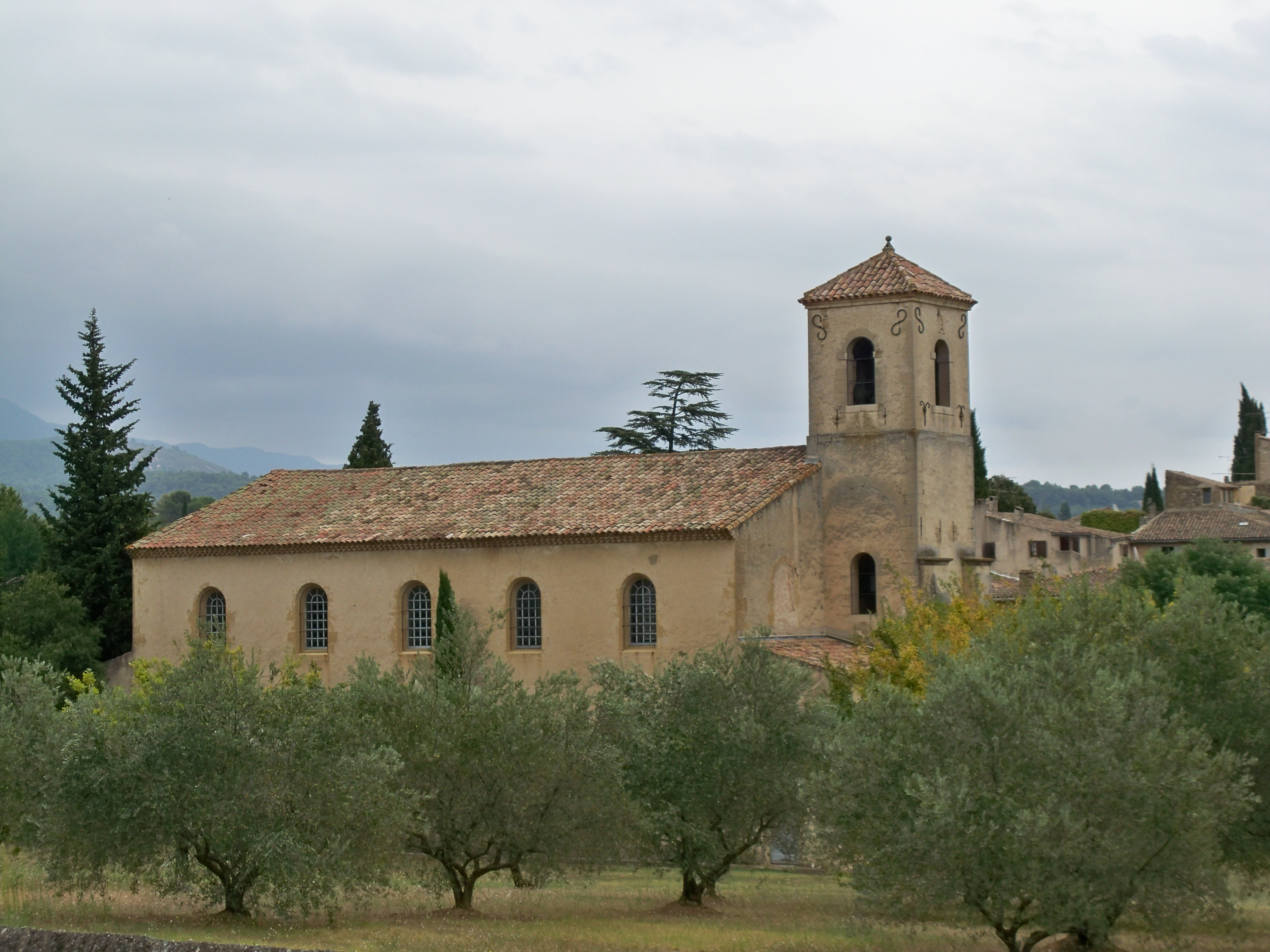
Tempio di Lourmarin (Francia)
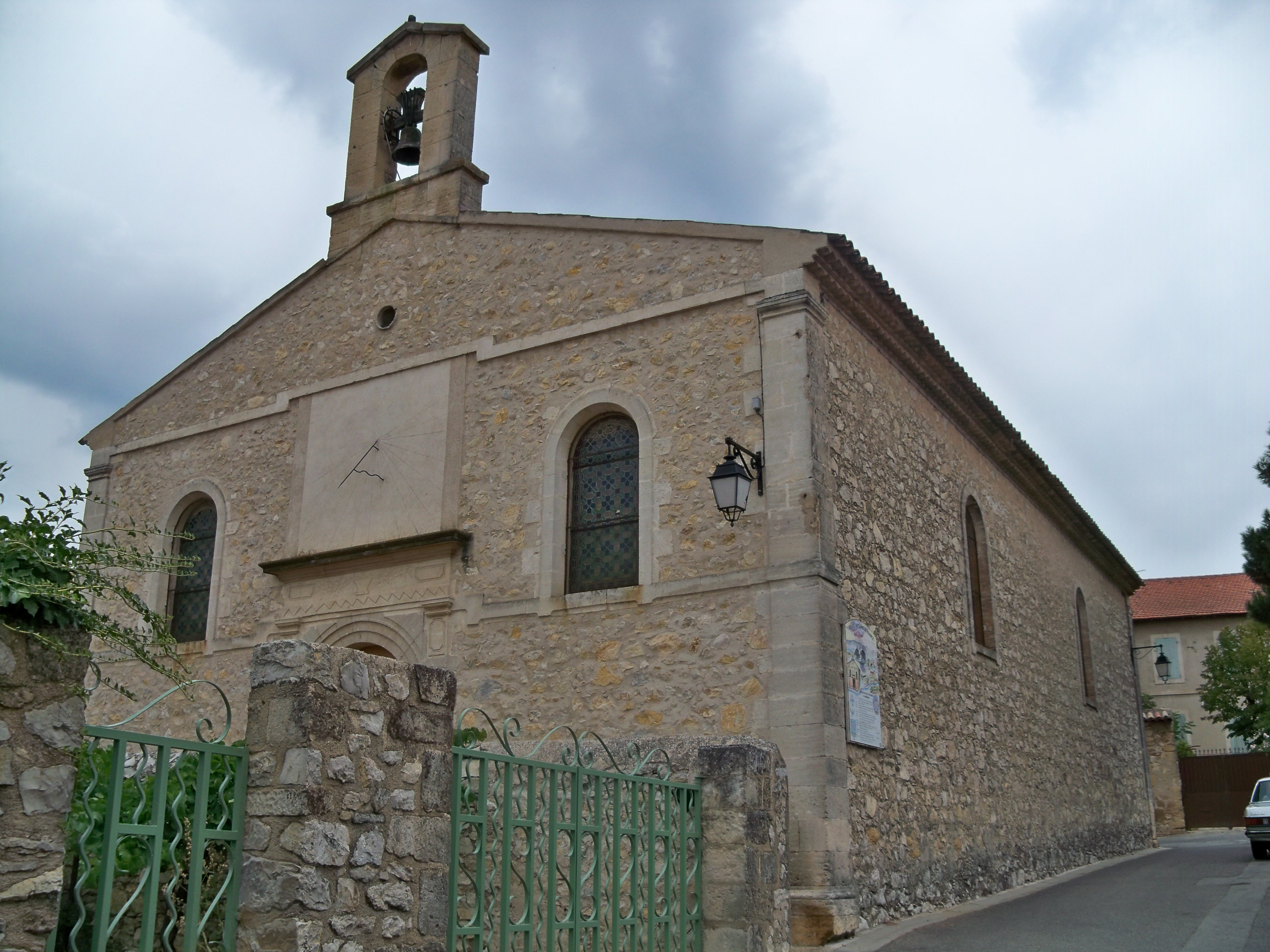
Tempio di Mérindol (Francia)
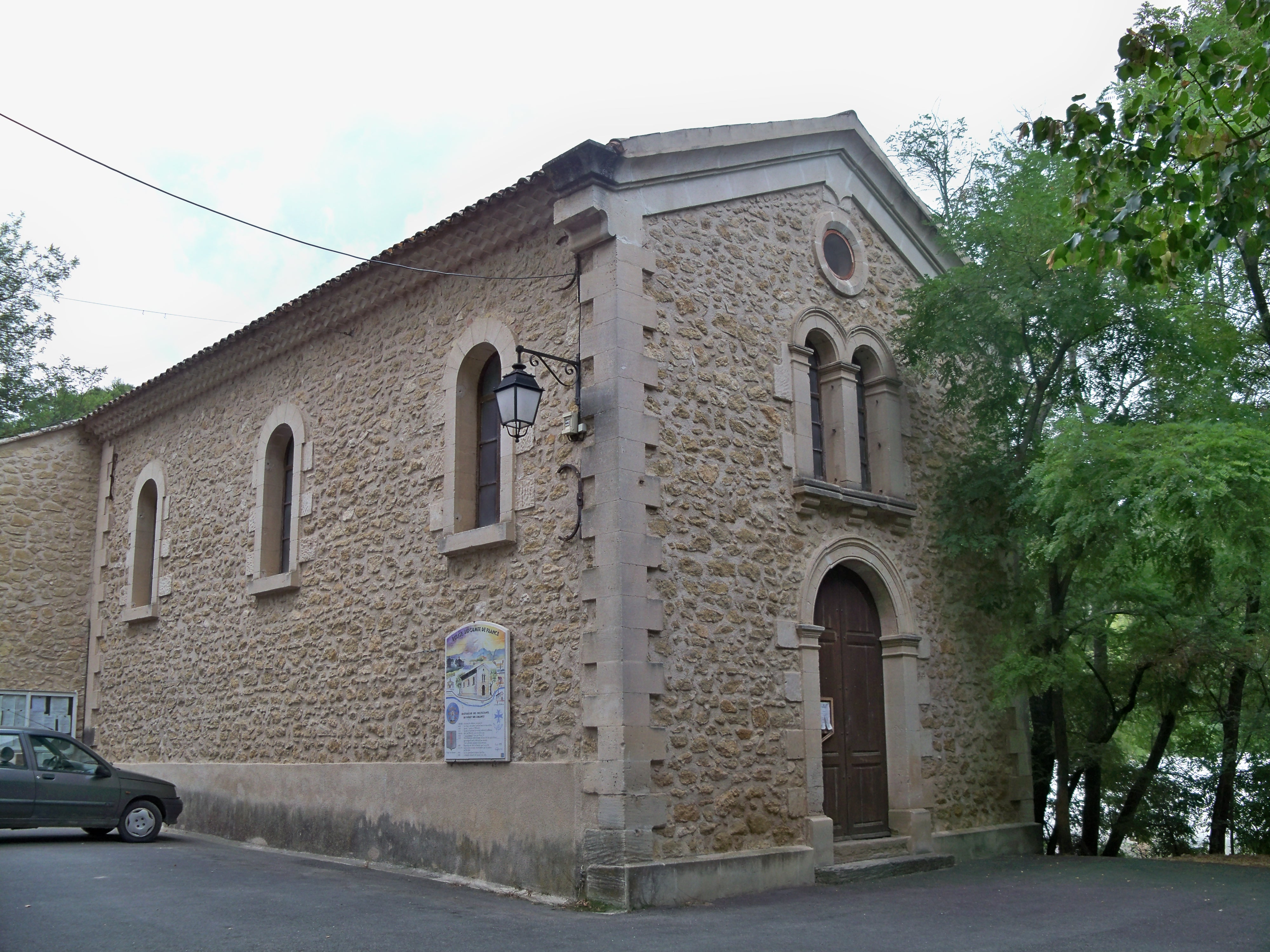
Tempio di Puget (Francia)
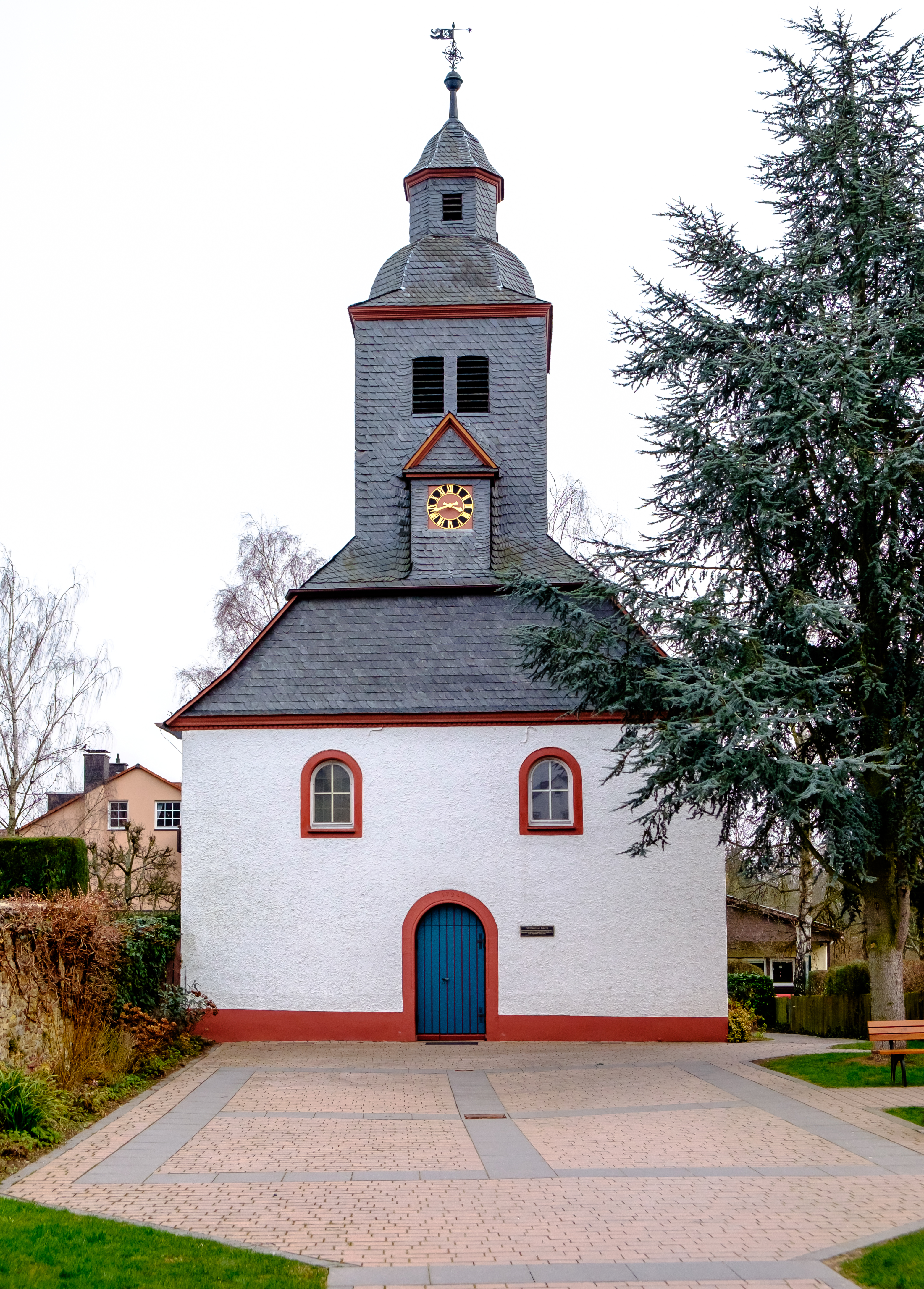
Tempio di Dornholzhausen (Bad Homburg) (Germania)
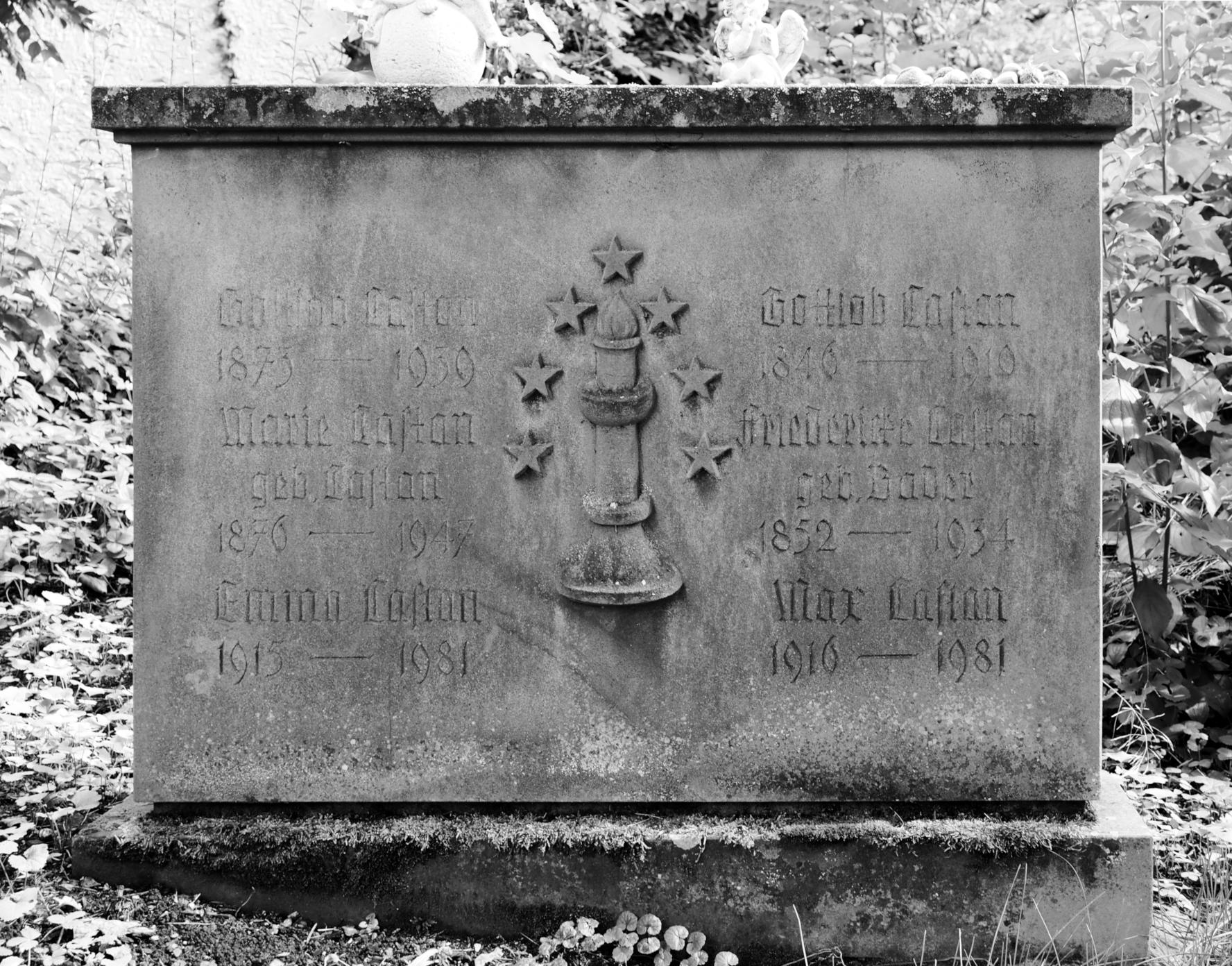
Pietra tombale della famiglia valdese Castan a Dürrmenz
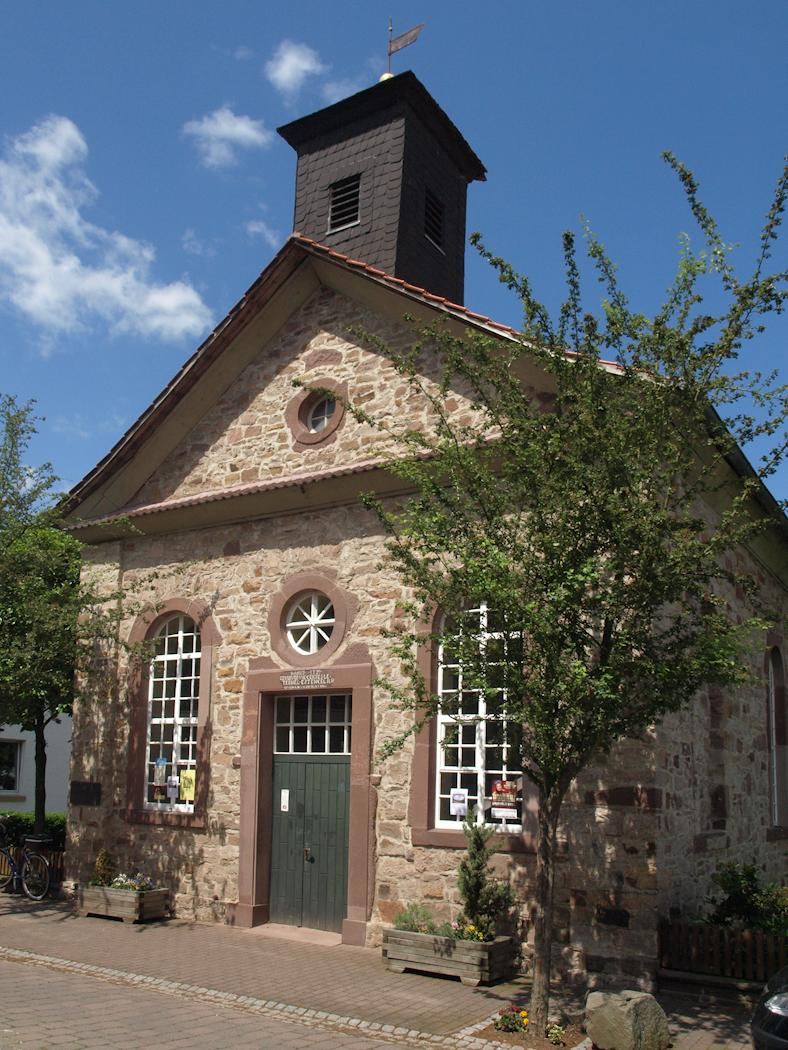
Tempio di Gewissenruh (Germania)
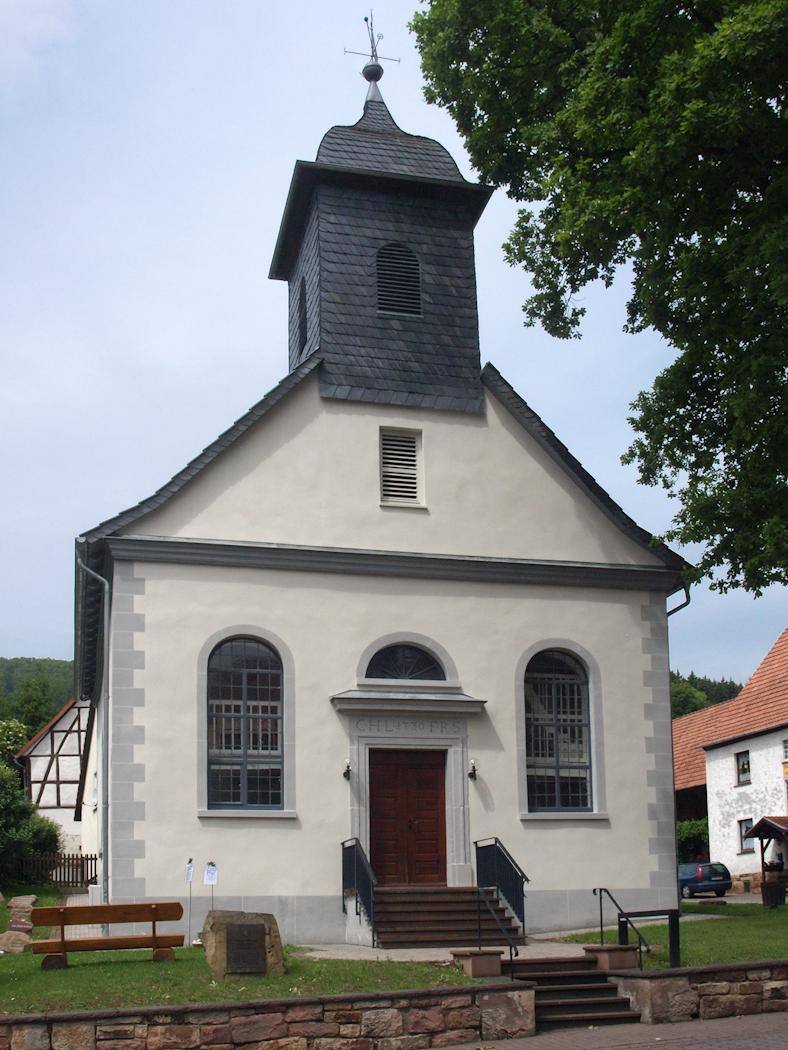
Tempio di Gottstreu (Germania)
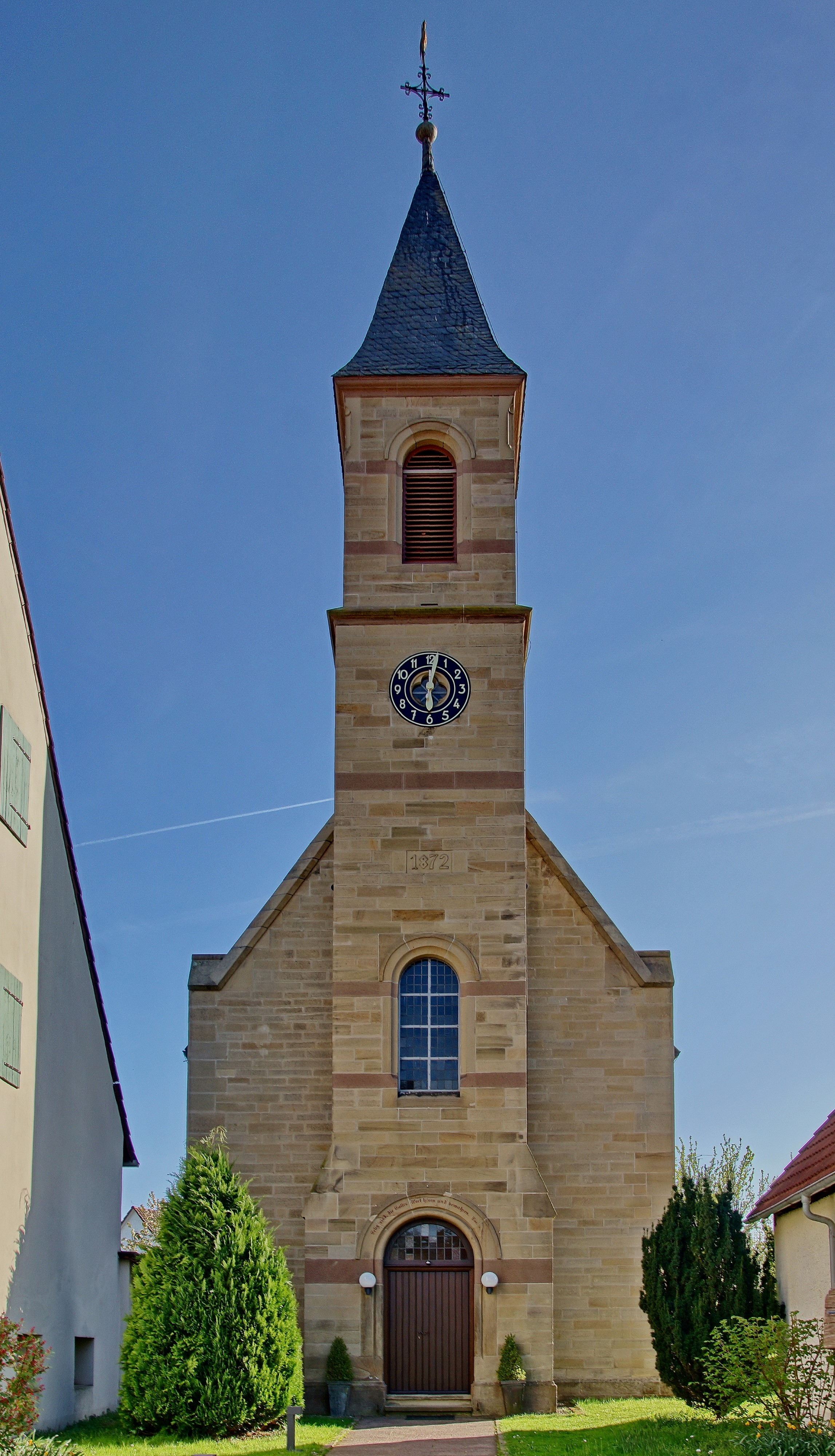
Tempio di Kleinvillars (Germania)
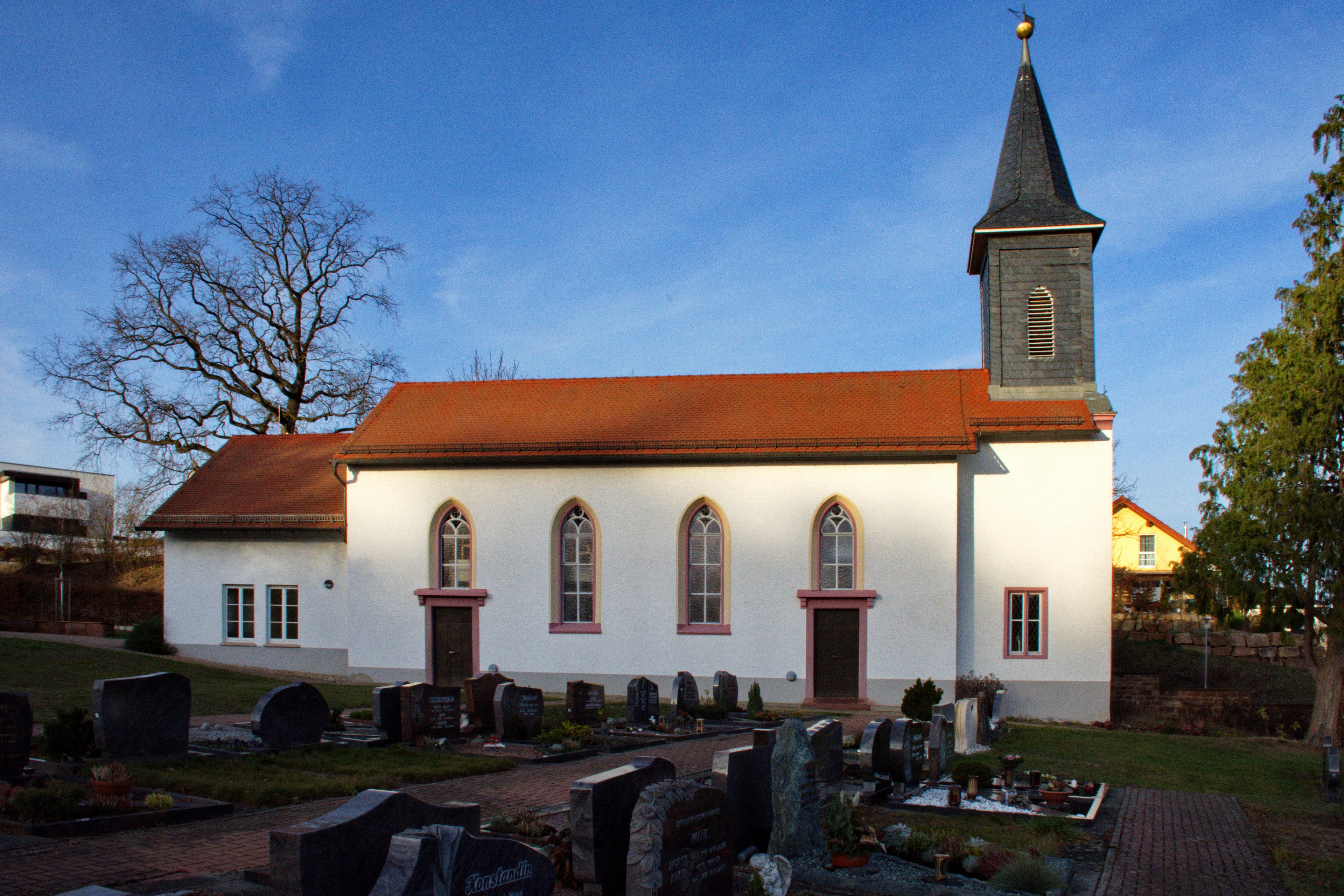
Tempio di Mutschelbach (Germania)
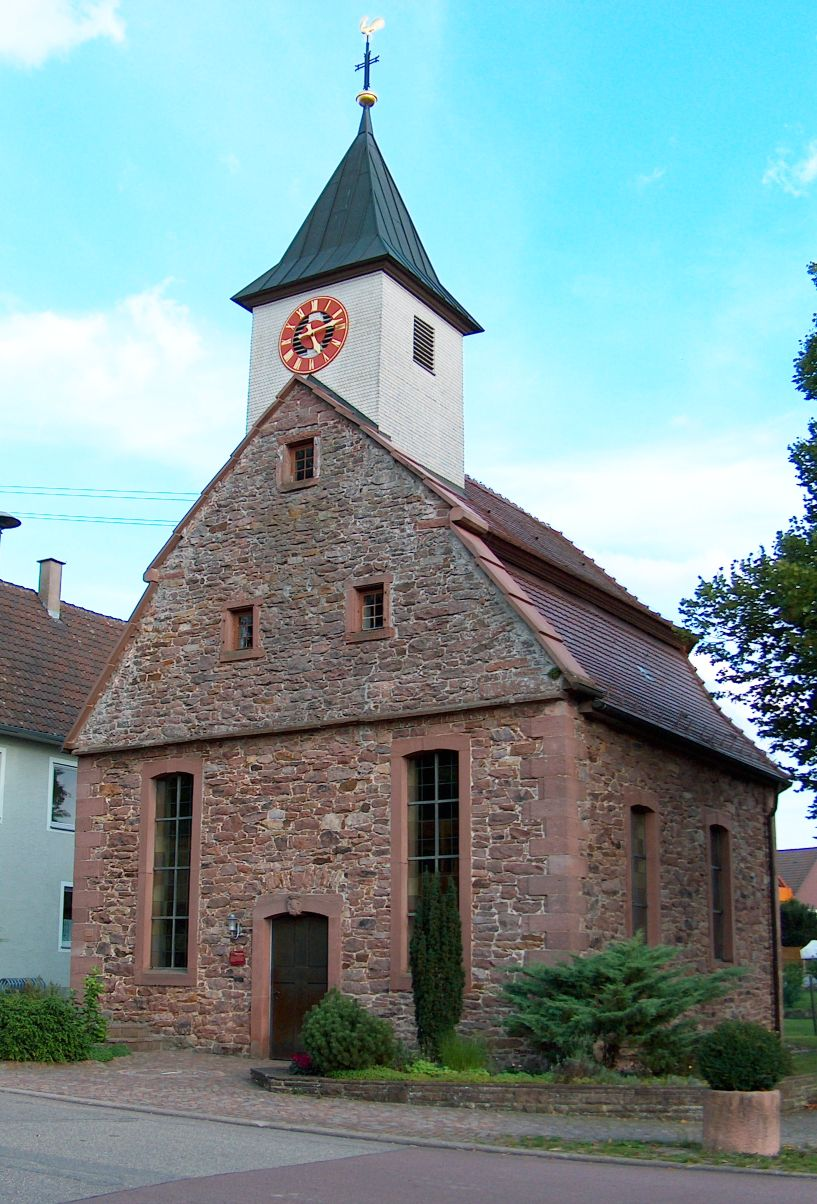
Tempio di Neuhengstett (Germania)
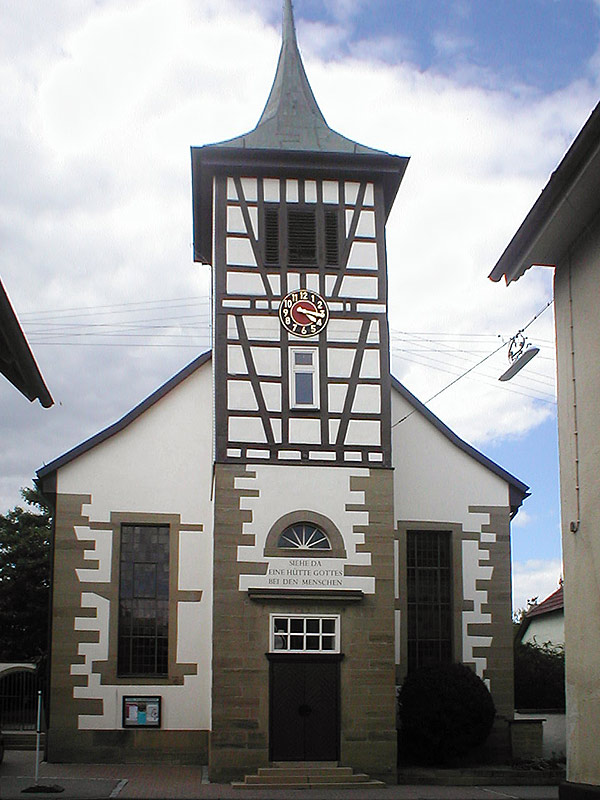
Tempio di Nordhausen (Germania)
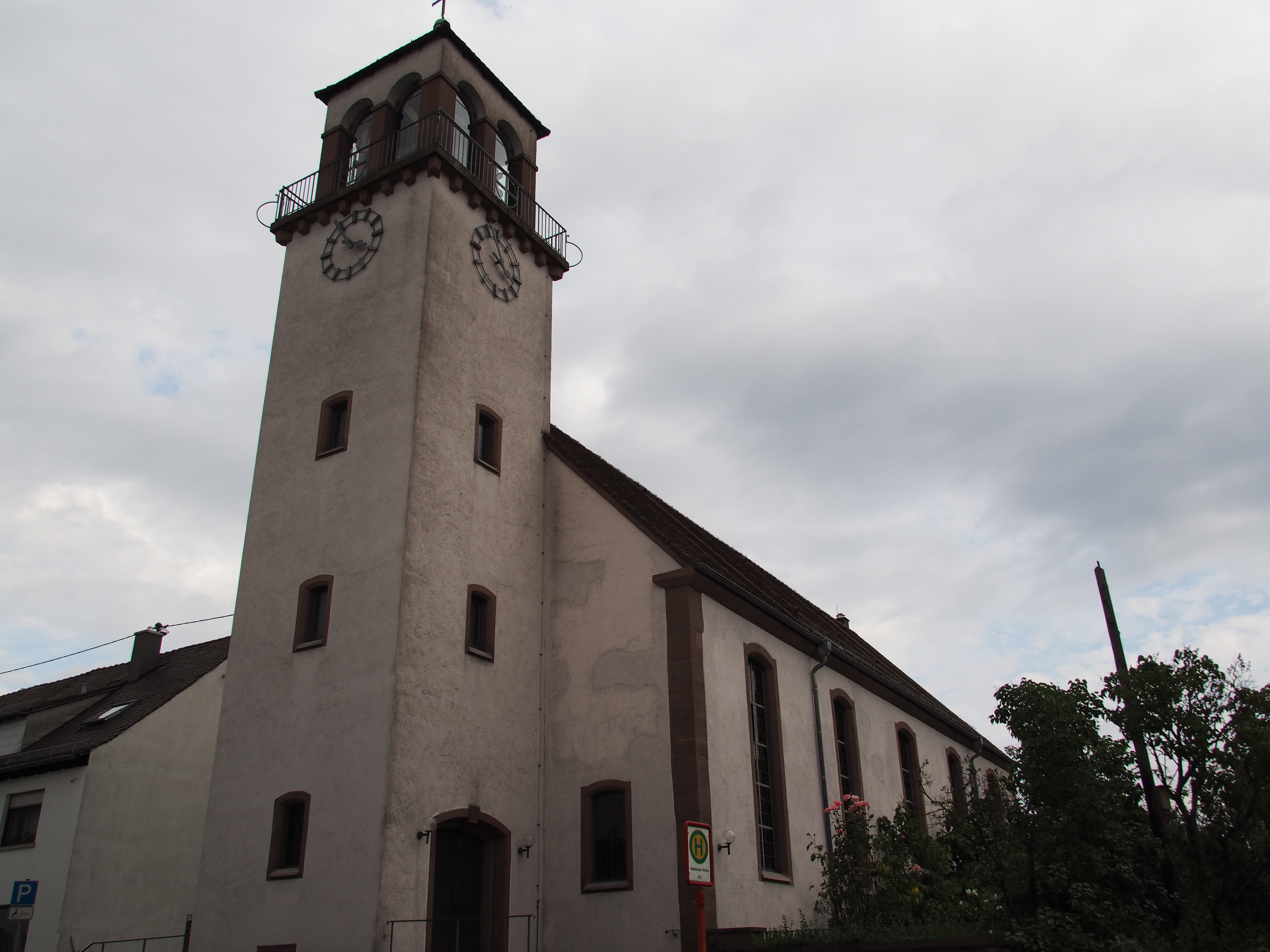
Tempio di Neureut (Germania)
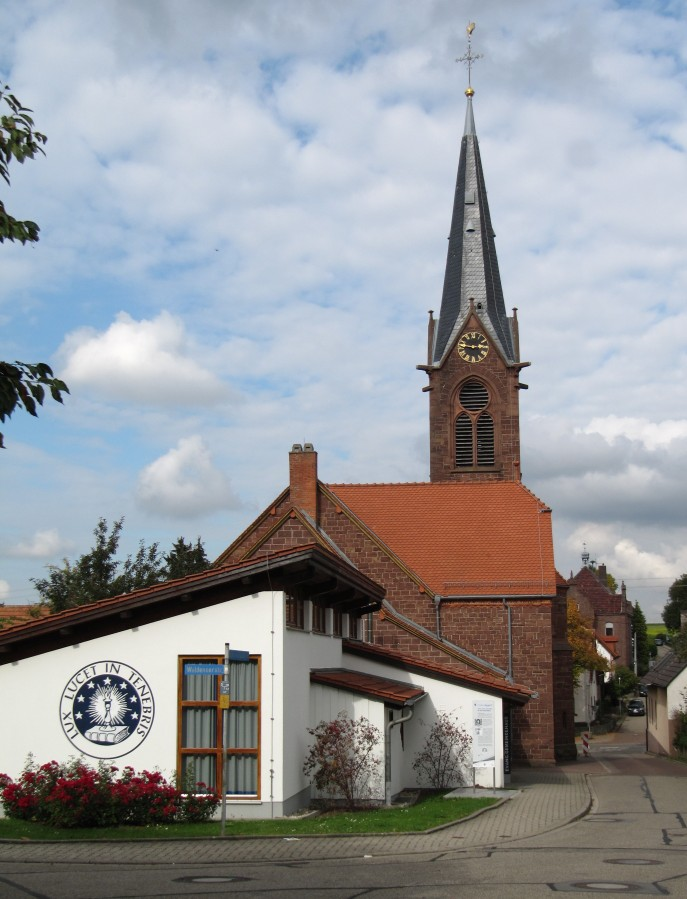
Tempio di Palmbach (Germania)
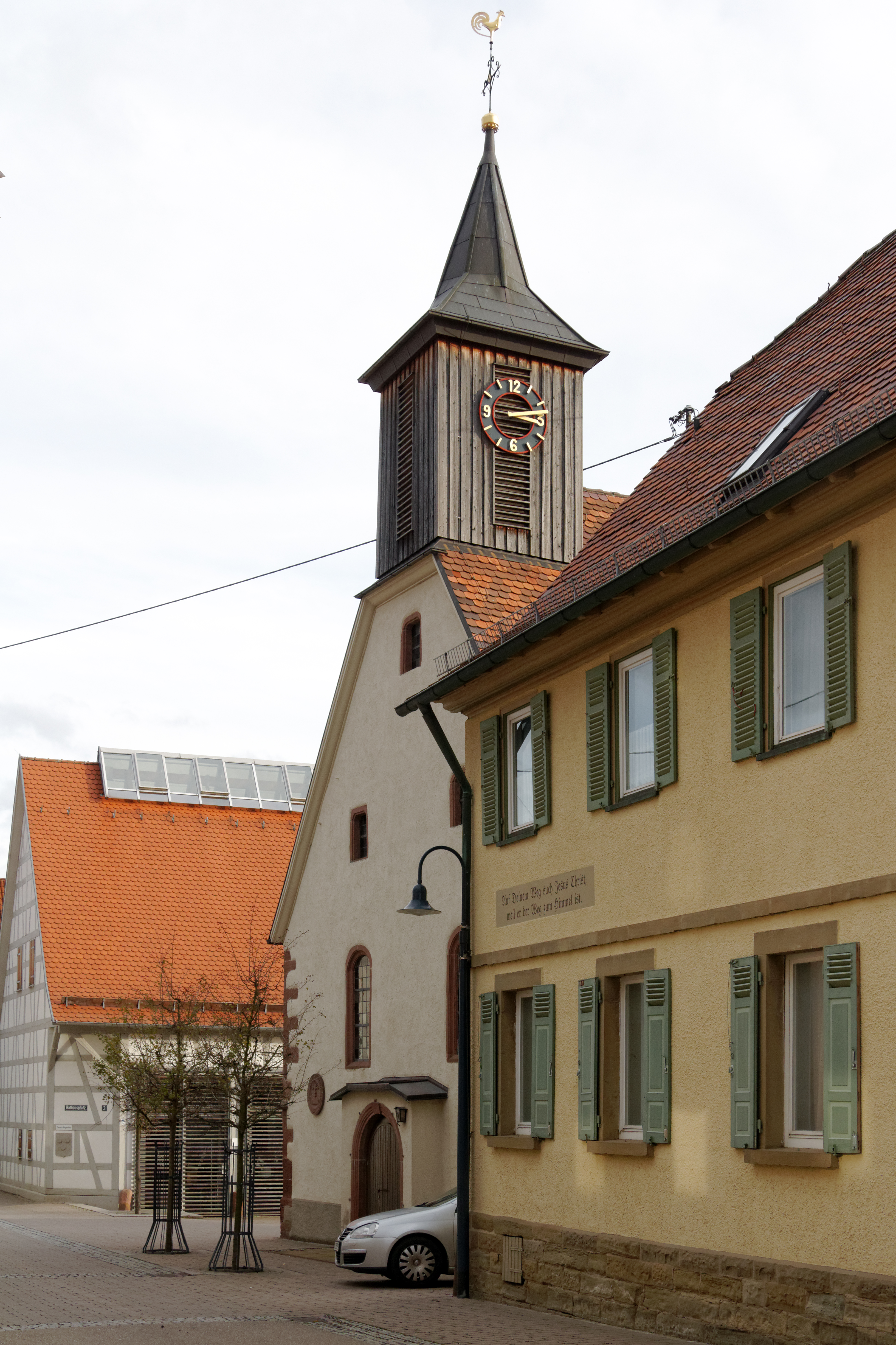
Tempio di Perouse (Germania)
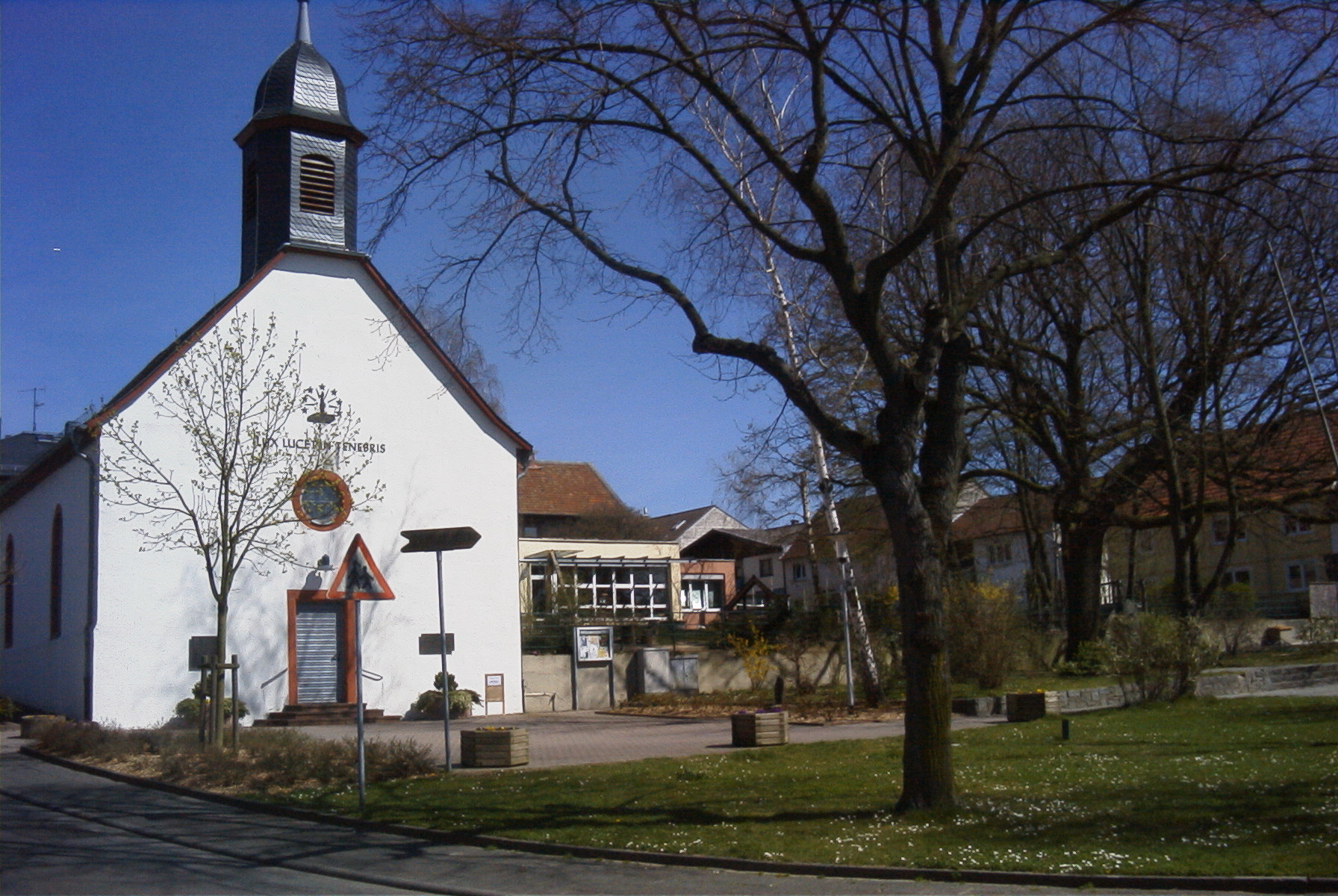
Tempio di Rohrbach (Germania)
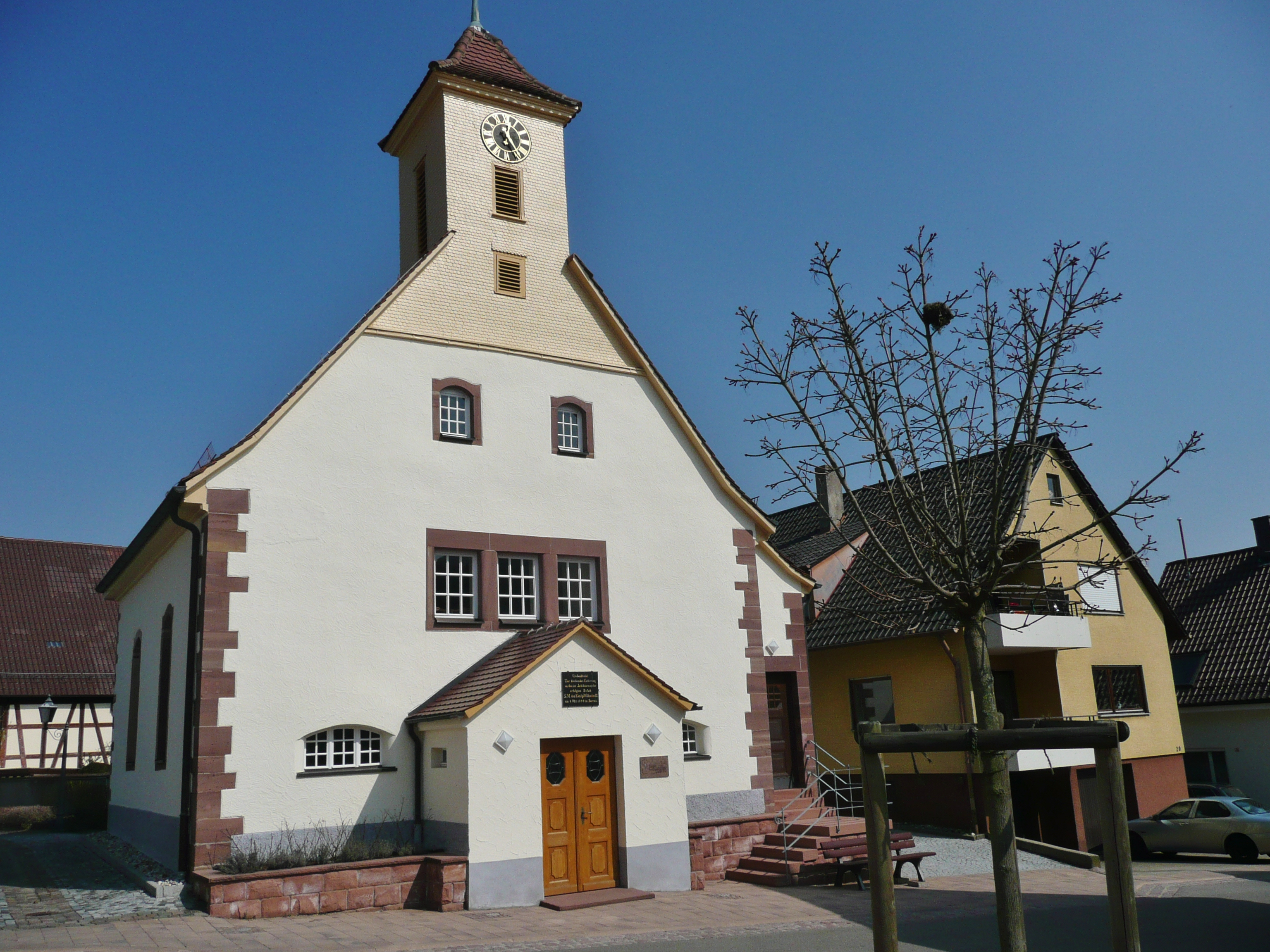
Tempio di Serres (Germania)
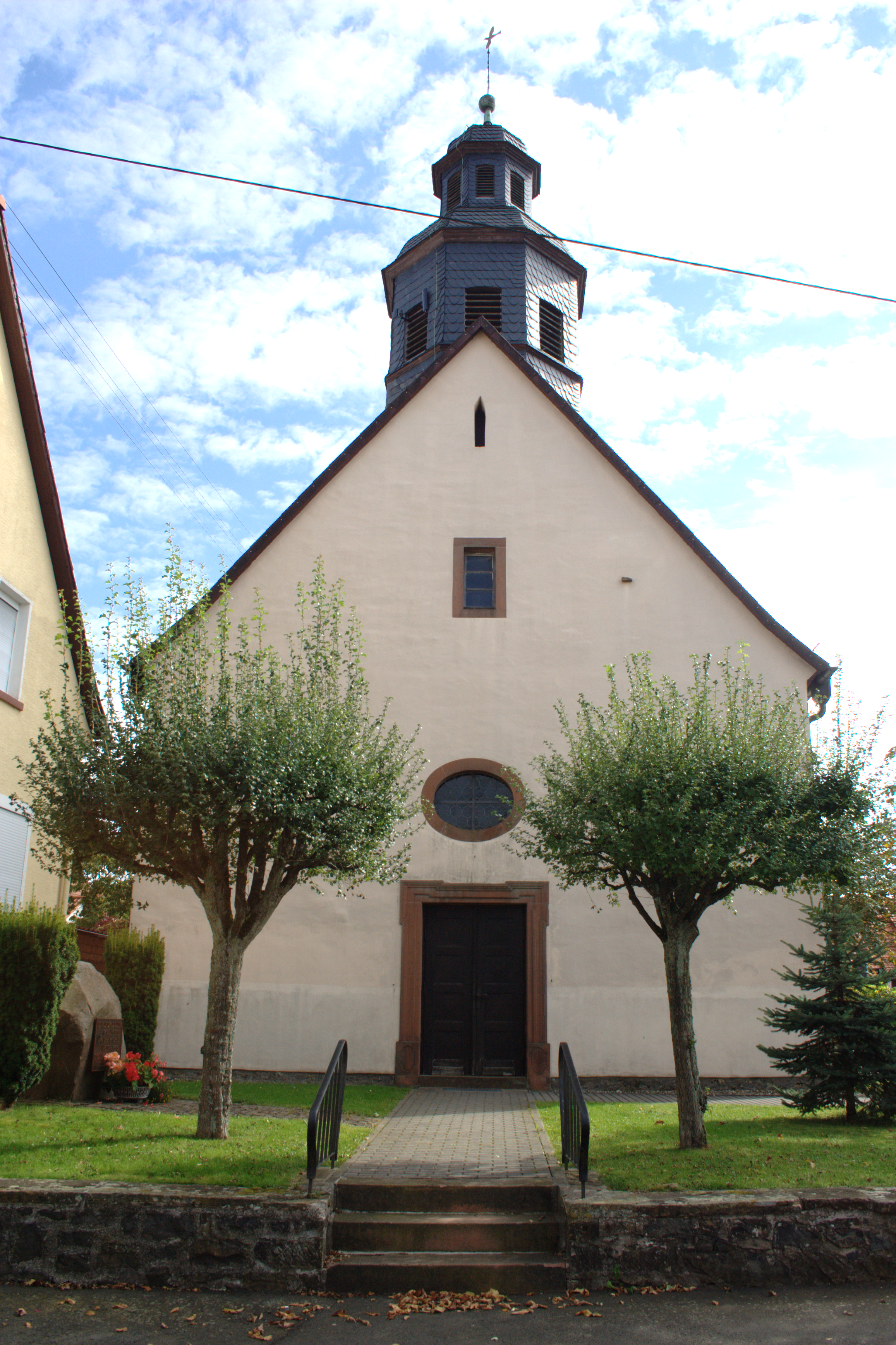
Tempio di Waldensberg (Germania)
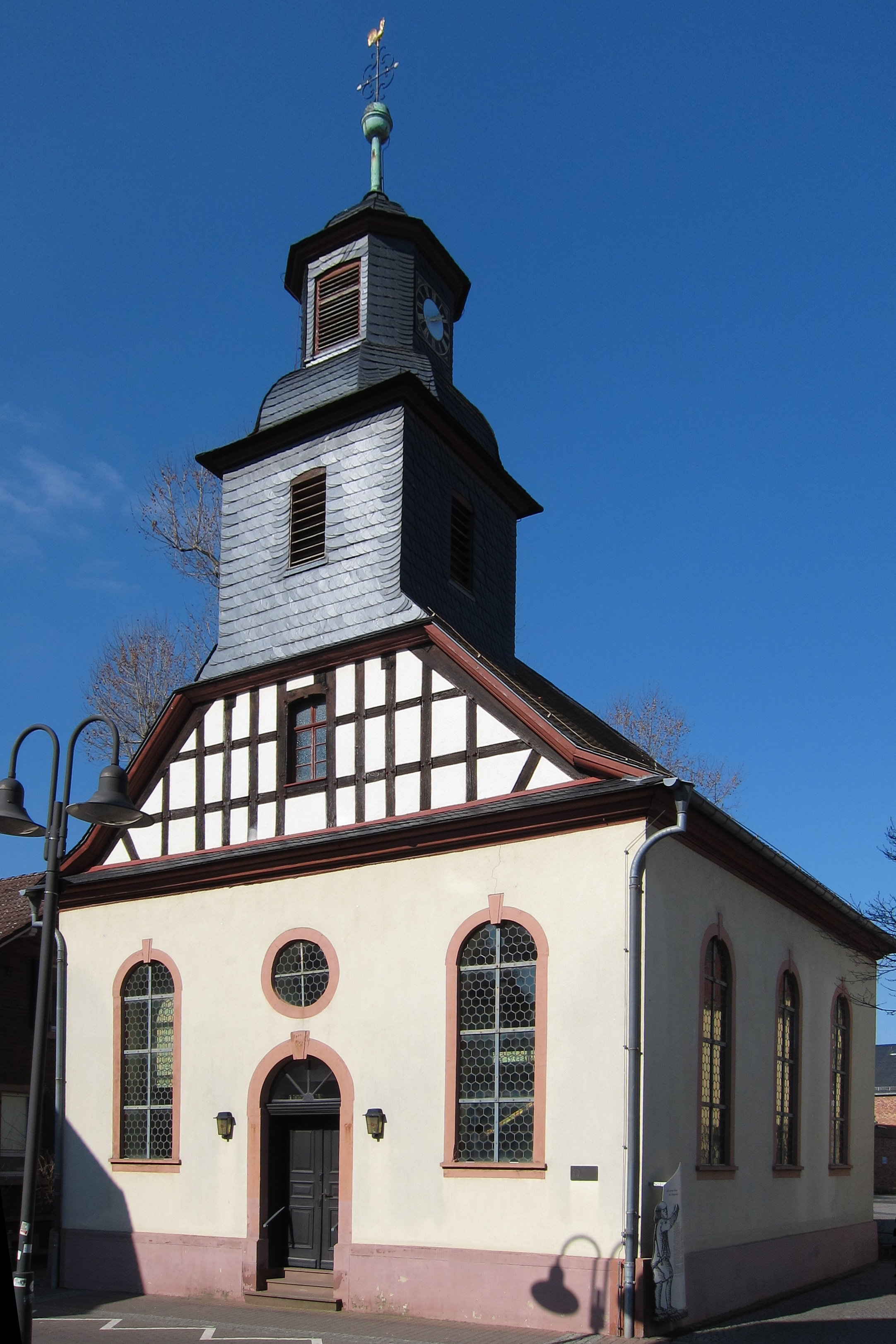
Tempio di Walldorf (Germania)
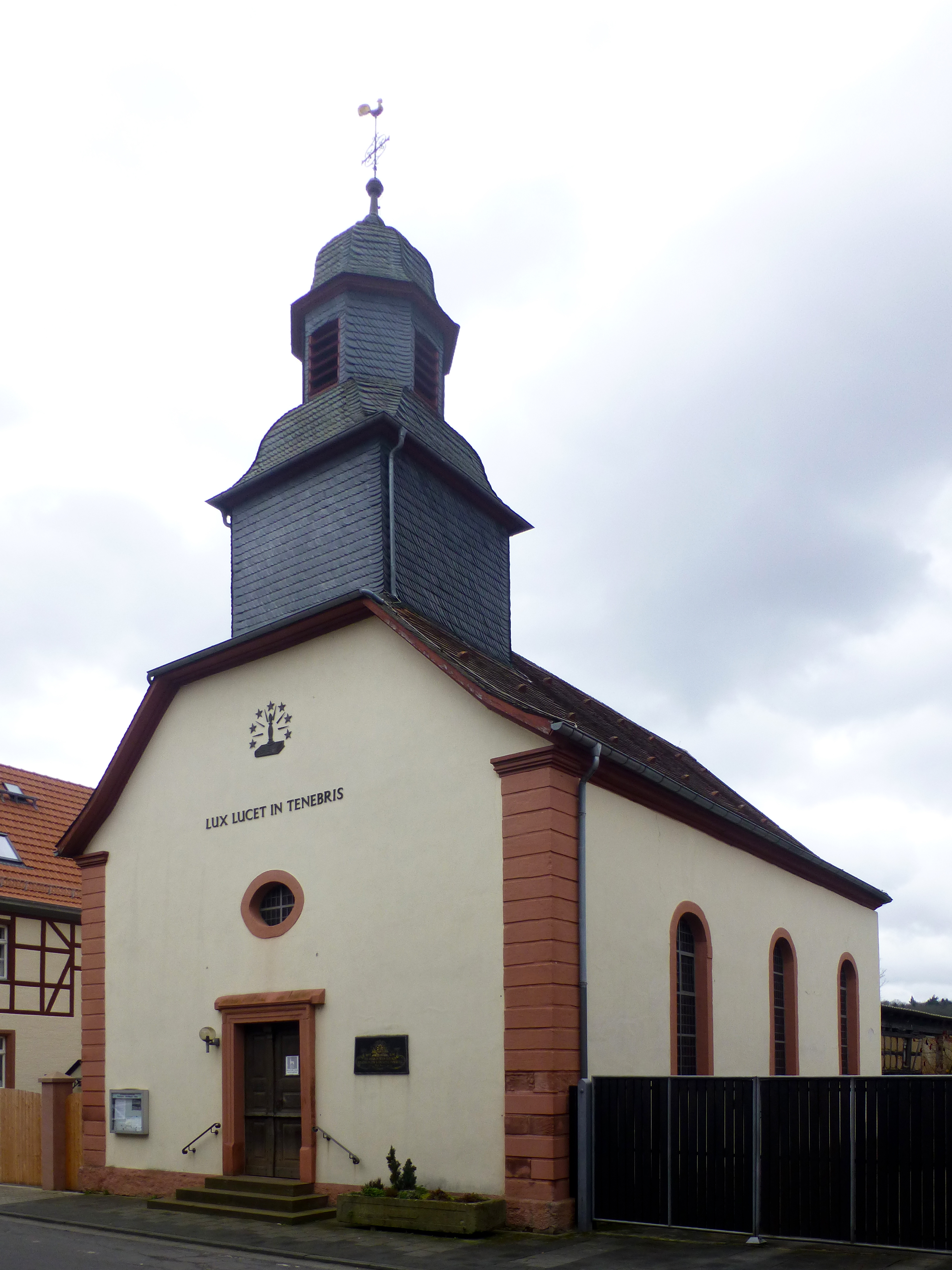
Tempio di Wembach (Germania)
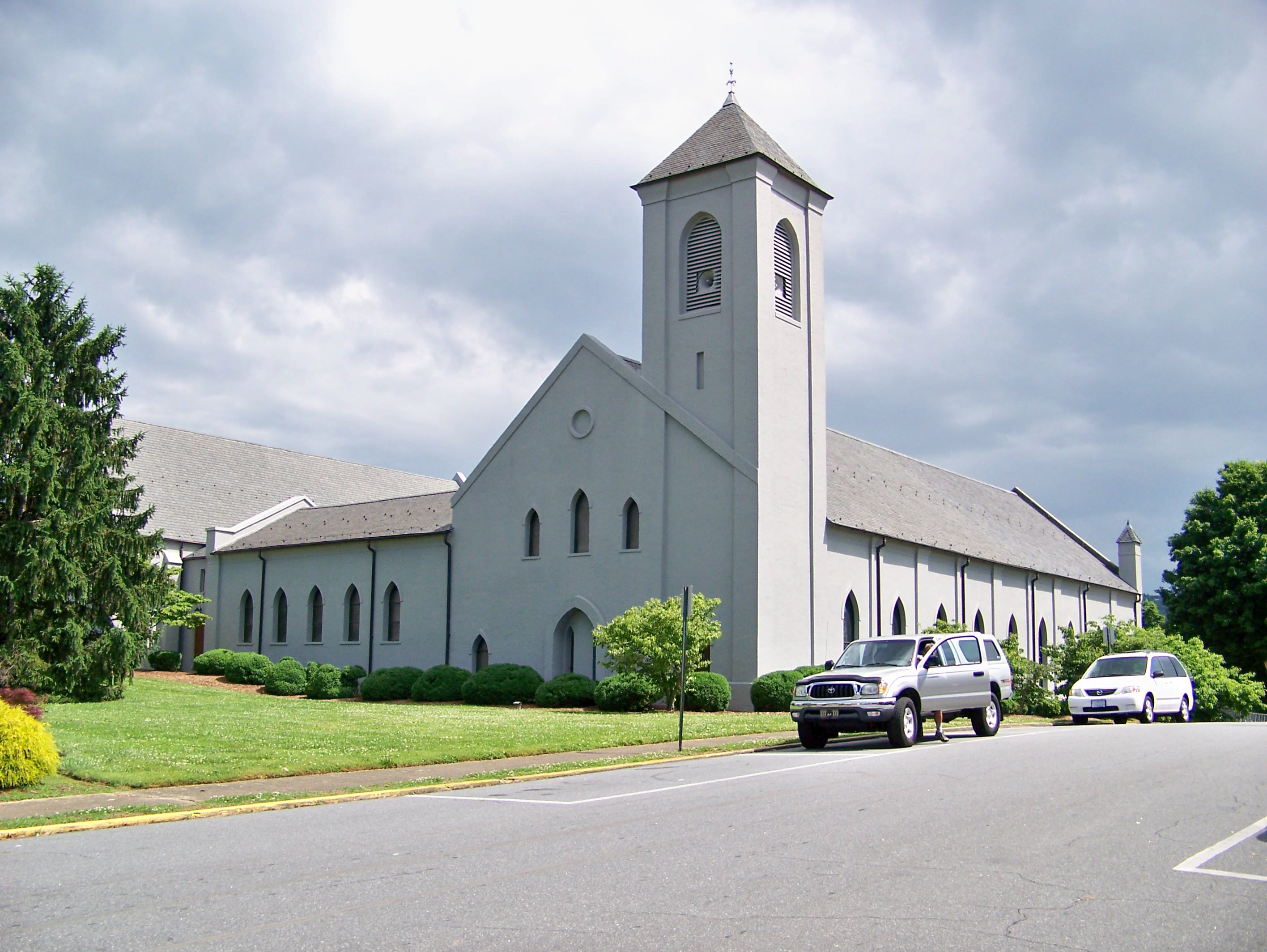
Tempio di Valdese (Carolina del Nord) (Stati Uniti d'America)